# Fribourg-en-Brisgau
Pour les articles homonymes, voir Fribourg.
 (mai 2025).
Si vous disposez d'ouvrages ou d'articles de référence ou si vous connaissez des sites web de qualité traitant du thème abordé ici, merci de compléter l'article en donnant les références utiles à sa vérifiabilité et en les liant à la section « Notes et références ».
Fribourg-en-Brisgau (en allemand : Freiburg im Breisgau /ˈfʁaɪbʊʁk ʔɪm ˈbʁaɪsɡaʊ/  ; en bas-alémanique : Friburg im Brisgau) est une ville d'Allemagne située dans le land de Bade-Wurtemberg. Ville arrondissement à part entière, Fribourg-en-Brisgau est le chef-lieu du district de Fribourg-en-Brisgau, ainsi que de celui de l'arrondissement de Brisgau-Haute-Forêt-Noire, dont elle ne fait cependant pas partie. Elle est aussi le siège de l'organisation régionale de planification Südlicher Oberrhein (de). De 1945 à 1952, elle fut la capitale du land de Bade, qui a alors fusionné avec deux autres länder pour former le Bade-Wurtemberg.
Fribourg est l'une des villes allemandes les plus méridionales. Dans le sud-ouest du pays, elle est traversée par le Dreisam et se trouve au pied des montagnes de la Forêt-Noire. Le centre-ville est à une vingtaine de kilomètres du Rhin et de la France, et à environ 70 km de la Suisse. Fribourg compte environ 230 000 habitants, ce qui en fait la quatrième plus grande ville du Bade-Wurtemberg après Stuttgart, Karlsruhe et Mannheim. Son aire urbaine, qui comprend les arrondissements de Brisgau-Haute-Forêt-Noire et d'Emmendingen, regroupe environ 630 000 habitants. Fribourg se trouve enfin dans la région du Rhin supérieur, qui compte six millions d'habitants répartis sur trois pays.
Historiquement, la ville a été le centre de la région de Brisgau sur le bord ouest de la Forêt-Noire dans la plaine du Rhin supérieur. Une vieille ville universitaire allemande célèbre, et siège archiépiscopal, Fribourg a été incorporée au début du XIIe siècle et s'est développee en un centre commercial, intellectuel et ecclésiastique majeur de la région du Rhin supérieur. La ville est connue pour son minster médiéval et son université de la Renaissance, ainsi que pour son niveau de vie élevé et ses pratiques environnementales avancées. La ville est située au cœur de la grande région viticole de Bade et sert de principal point d'entrée touristique à la beauté pittoresque de la Forêt-Noire. Selon les statistiques météorologiques, la ville est la plus ensoleillée et la plus chaude d'Allemagne, et a détenu le record de température allemand de 40,2 °C de 2003 à 2015. 
La vieille-ville de Fribourg est célèbre pour sa cathédrale et ses « bächle », des petits caniveaux ouverts qui bordent les trottoirs. Leur longueur totale est de 15,5 km. Elle accueille plus de trois millions de visiteurs par an. Fribourg est aussi le siège d'une université fondée en 1457. C'est enfin une ville pionnière en matière d'écologie, avec notamment l'éco-quartier Vauban aménagé à partir de 1996.

## Géographie

### Situation
Fribourg-en-Brisgau se trouve dans le Sud-Ouest du Bade-Wurtemberg et de l'Allemagne. Son territoire fait 153,06 km2 et comprend la ville en elle-même ainsi que plusieurs villages, des terres agricoles et des forêts. Ce territoire est orienté sur un axe est-ouest et fait 20 kilomètres de long pour 18,6 kilomètres de large. Son extrémité occidentale est située à trois kilomètres de la France et son extrémité méridionale est à 42 kilomètres de la Suisse. Le territoire de Fribourg s'étale aussi sur deux espaces géographiques : le fossé rhénan et le versant occidental de la Forêt-Noire. La ville de Fribourg se trouve immédiatement au pied du massif ; elle est située sur le 48e parallèle nord.
Les villes les plus proches sont Colmar, située à 37 kilomètres à l'ouest, Mulhouse, à 46 kilomètres au sud-ouest, Bâle, à 51 kilomètres au sud, Strasbourg, à 85 kilomètres au nord-ouest, Karlsruhe, à 120 kilomètres au nord, et Stuttgart, à 133 kilomètres au nord-est.

### Géologie

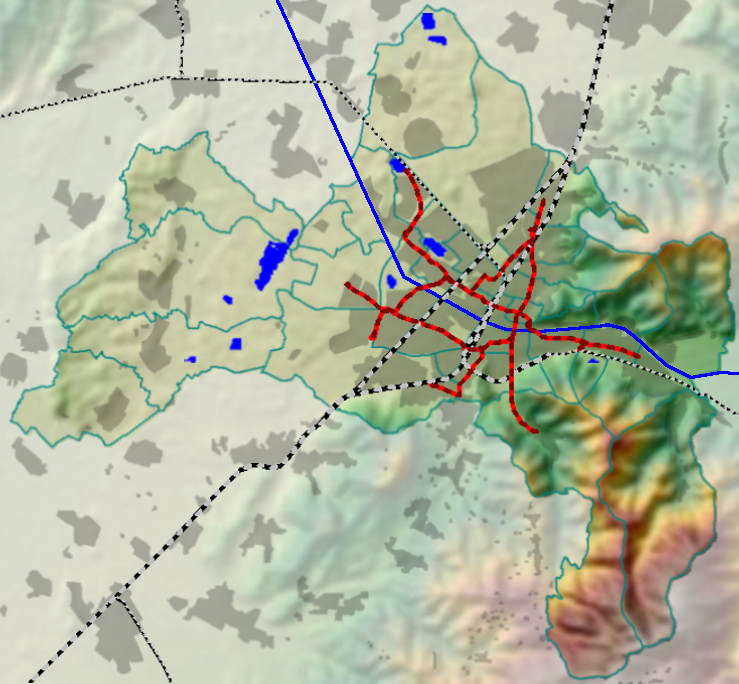
Carte topographique de Fribourg, avec le fossé rhénan à l'ouest, la Forêt-Noire à l'est, la rivière Dreisam et les voies ferrées.

Au début de l'Oligocène, soit il y a environ 33 millions d'années, le fossé rhénan a commencé à s'affaisser, formant des failles à ses extrémités. À l'ouest, cette faille correspond aux Vosges, et à l'est, aux montagnes de la Forêt-Noire. À l'époque, le niveau des océans est plus haut qu'aujourd'hui, et la mer s'engouffre dans le fossé, en y déposant des sédiments, qui ont par exemple formé de la marne et du grès. Ensuite, la mer s'est retirée et une activité volcanique au Miocène a formé quelques massifs récents comme le Kaiserstuhl.
Fribourg, qui s'étale à la fois sur le fossé rhénan et la Forêt-Noire, est donc située directement sur la faille. Cette situation explique l'important dénivelé qui sépare le centre de Fribourg, qui est situé sur le fossé rhénan, des sommets environnants de la Forêt-Noire. Les principales montagnes entourant Fribourg sont d'altitude moyenne : 470 m sur le Schlossberg en centre-ville, 787 m sur le Roßkopf dans le quartier de Herdern, 1 284 m sur le Schauinsland à 12 km de l’hyper-centre.
Vers l'est, le massif de la Forêt-Noire est troué par la vallée du Dreisam. Cette rivière qui traverse Fribourg d'est en ouest naît à quelques kilomètres à l'est de la ville, par la réunion de deux petits cours d'eau dans le village de Kirchzarten. Elle traverse le centre-ville de Fribourg puis se jette dans l'Elz, un affluent du Rhin. Son cours inférieur est canalisé et elle alimente les « bächle », les petites rigoles artificielles qui parcourent les rues de la vieille ville.

### Démographie
Au 31 décembre 2020, la population de la ville était estimée à 230 940 habitants.

### Climat

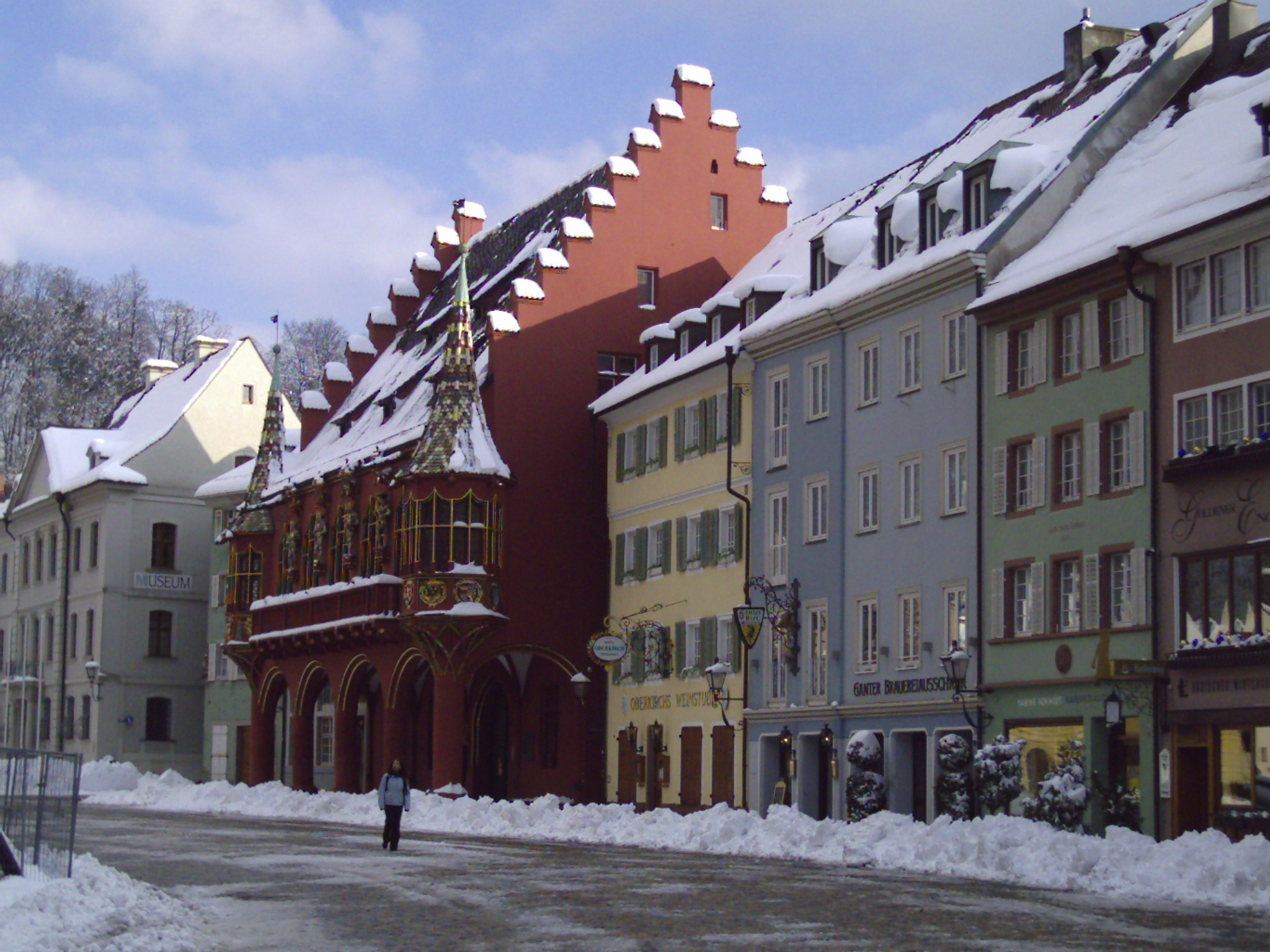
La place de la cathédrale en hiver.

La ville bénéficie d’un climat semi-continental (été chaud à orages fréquents, hiver relativement froid, fortes amplitudes thermiques suivant les saisons) mais relativement doux et ensoleillé en comparaison de certaines autres régions allemandes (environ +1,5 à +2 degrés de moyenne annuelle par rapport aux régions les plus froides situées à l’Est et au Sud-Est). Ihringen (20 km à l’ouest de Freiburg) est d’ailleurs souvent décrite comme la ville la plus chaude d’Allemagne. Sur une année, la différence de température est surtout sensible l’été, où la région de Fribourg-en-Brisgau est souvent l’une des plus chaudes du pays.
La Forêt-Noire, s’étendant sur 200 km du nord au sud et 65 km d’ouest en est, ainsi que les Vosges, situées à 60 km à l’ouest de la ville, jouent aussi un rôle important dans le climat. Fribourg-en-Brisgau ne bénéficie pas du foehn vosgien protégeant la plaine d'Alsace des précipitations, bien au contraire. La plaine du Rhin offre une zone de pénétration en forme de couloir s’étendant de Belfort jusqu'à Karlsruhe, la ville se trouvant ainsi sur l’itinéraire des orages pendant l’été (la saison la plus pluvieuse et la plus intense du point de vue des précipitations, 170 mm ont par exemple été mesurés au mois de juin 2007.
En outre, paradoxalement, les chaudes journées d’été offrent (conséquence supplémentaire du relief) peu de déplacements d’air et une humidité parfois très tenace et désagréable. C’est pour cela que les Bobbele (surnom des Fribourgeois) désertent le centre-ville les weekends d’été et que l’on peut les retrouver sur les nombreux sentiers de la Forêt-Noire, à l’ombre des forêts d’altitude.
| Mois                              | Jan  | Fév | Mars | Avr  | Mai   | Juin | Juil | Août | Sept | Oct  | Nov  | Déc  | Année |
| --------------------------------- | ---- | --- | ---- | ---- | ----- | ---- | ---- | ---- | ---- | ---- | ---- | ---- | ----- |
| Température maximale moyenne (°C) | 5,1  | 6,8 | 11,3 | 15,0 | 19,8  | 22,7 | 25,3 | 25,2 | 21,0 | 15,1 | 9,1  | 6,3  | 15,3  |
| Température minimale moyenne (°C) | -1   | 0.5 | 3,6  | 5,9  | 10,3  | 13,2 | 15,5 | 15,4 | 12   | 7,9  | 3,4  | 1,1  | 7,4   |
| Précipitations (mm)               | 53,1 | 54  | 58,3 | 73,7 | 102,8 | 109  | 99,2 | 84   | 75,9 | 75,3 | 70,8 | 73,6 | 929,7 |
| Source: DWD                       |      |     |      |      |       |      |      |      |      |      |      |      |       |

## Histoire
| Appartenances historiques Duché de Zähringen 1120-1218 Comté de Fribourg 1218-1368 Duché d'Autriche 1368–1453 Archiduché d'Autriche 1453–1677 Royaume de France 1677–1714 Archiduché d'Autriche 1714–1801 Duché de Modène-Brisgau 1801–1805 Électorat de Bade 1805–1806 Grand-duché de Bade 1806–1918 Empire allemand 1871–1918 République de Weimar 1918–1933 Reich allemand 1933–1945 Allemagne occupée 1945–1949 Allemagne de l'Ouest 1949-1990 Allemagne 1990–présent |

### Fondation

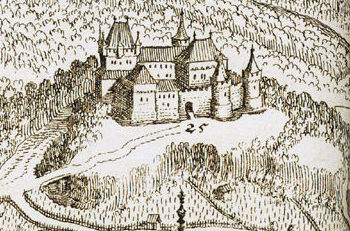
Le château de Fribourg sur une gravure du XVIIe siècle.

L'histoire de la ville commence en 1091, lorsque le duc Berthold II de Zähringen délaisse son château de Zähringen, situé dans la Forêt-Noire, et fait construire celui de Fribourg. Celui-ci se trouvait sur la colline du Schloßberg, qui domine le centre-ville. Fribourg est alors située à un emplacement stratégique : elle est sur le carrefour entre les routes reliant la mer Méditerranée à la mer du Nord et le Rhin au Danube. Une ville émerge donc au pied du château, regroupant d'abord les artisans nécessaires à la vie du château, puis des commerçants attirés par la situation privilégiée de l'endroit.
Fribourg-en-Brisgau a été proclamée ville en 1120 par le duc Berthold III et son frère cadet Conrad de Zähringen. Berthold III avait été retenu en prison à Cologne et il avait pu visiter une grande ville riche et moderne, et il s'en est inspiré pour Fribourg, notamment en matière de juridiction et d'administration locale. Ainsi, la charte consacrant la fondation de Fribourg en fait une ville libre, c'est-à-dire qu'elle est juridiquement séparée des autres territoires de la maison de Zähringen. Fribourg signifie d'ailleurs « ville libre » en allemand (burg, à l'inverse de stadt, désigne plus particulièrement une ville fortifiée). La ville est alors entourée par le comté du Brisgau (bris désignant les bras du Rhin et gau, les pays de l'empire carolingien). Le nom complet de la ville, Fribourg-en-Brisgau, permet de la différencier d'autres localités homonymes, comme la ville suisse de Fribourg (d'ailleurs également fondée par un duc de Zähringen).

### Époque des comtes

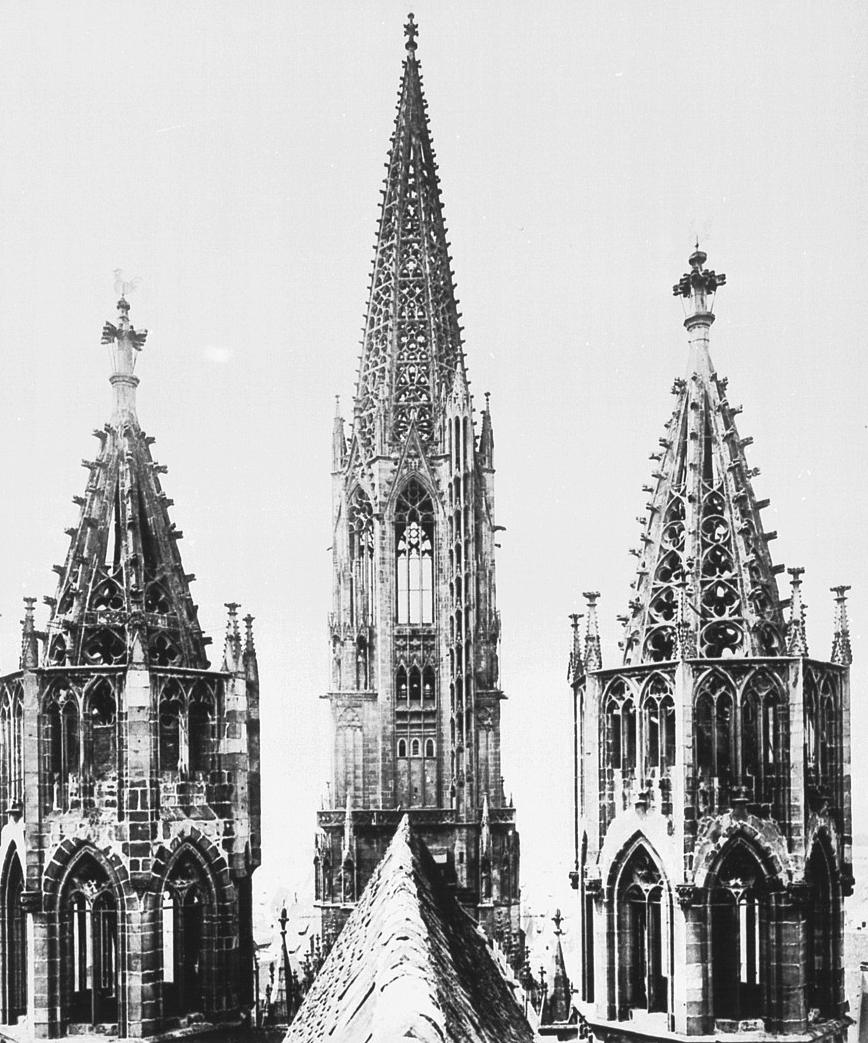
Les tours de la cathédrale en 1926.

En 1200, Fribourg compte déjà environ 6 000 habitants. Elle est alors gouvernée par Bertold V, le dernier duc Zähringen, et entreprend la construction de la cathédrale à l'emplacement de l'église paroissiale primitive. L'édifice, roman à l'origine, n'est achevé qu'en 1513, et son aspect général est gothique. Lorsque Berthold V meurt en 1218, ses possessions vont aux comtes d'Urach qui prennent le titre de comtes de Fribourg. Le conseil municipal de Fribourg ne fait pas confiance aux nouveaux seigneurs et écrit une charte limitant leurs pouvoirs sur la ville. À la fin du XIIIe siècle, la ville compte 9 000 habitants et les mines d'argent situées dans les environs lui permettent un enrichissement important.
En 1258, l'ordre Teutonique implante à Fribourg une commanderie (de) rattachée au bailliage teutonique de Souabe, Alsace et Bourgogne.
Les relations entre les Fribourgeois et leurs comtes sont souvent mauvaises et le règne d'Egon II est particulièrement mouvementé. En 1273, celui-ci s'oppose à Rodolphe de Habsbourg qui vient d'être couronné empereur du Saint-Empire. Il persuade les Fribourgeois à lancer une insurrection contre l'empereur, mais ce dernier envoie son armée à Fribourg. La ville capitule après un siège lourd en conséquences financières. En 1299, Egon II décide d'augmenter les impôts mais les Fribourgeois attaquent le château avec des catapultes. Le comte fait alors appel à son beau-frère, évêque de Strasbourg, qui envoie son armée à Fribourg et mate la rébellion.
En 1327, le comte Konrad II octroie à la ville le droit de battre monnaie. Elle forme alors une union monétaire avec Bâle, Colmar et Brisach. En 1348 et 1349, la ville est touchée par la peste et les juifs subissent la fausse accusation d'empoisonnement des puits. Le 30 janvier 1349, tous les juifs de la ville sont massacrés à l'exception des douze plus fortunés. Les plus riches survivent le temps de pouvoir transmettre tous leurs biens[réf. souhaitée]. C'est dans le même contexte qu'ont lieu le pogrom de Bâle et celui de Strasbourg.
Au même moment, les relations entre la ville et ses comtes se dégradent et les Fribourgeois se plaignent à Strasbourg, Berne et Bâle. En 1366, la tension est telle que le comte Egon III doit envahir la ville pour en reprendre le contrôle. Finalement, elle achète son indépendance en 1368 contre 15 000 marks. Elle ne peut toutefois pas exister sans protection extérieure et se place volontairement sous la suzeraineté de la maison de Habsbourg, l'une des plus puissantes familles du Saint-Empire.

### Renaissance et Réforme

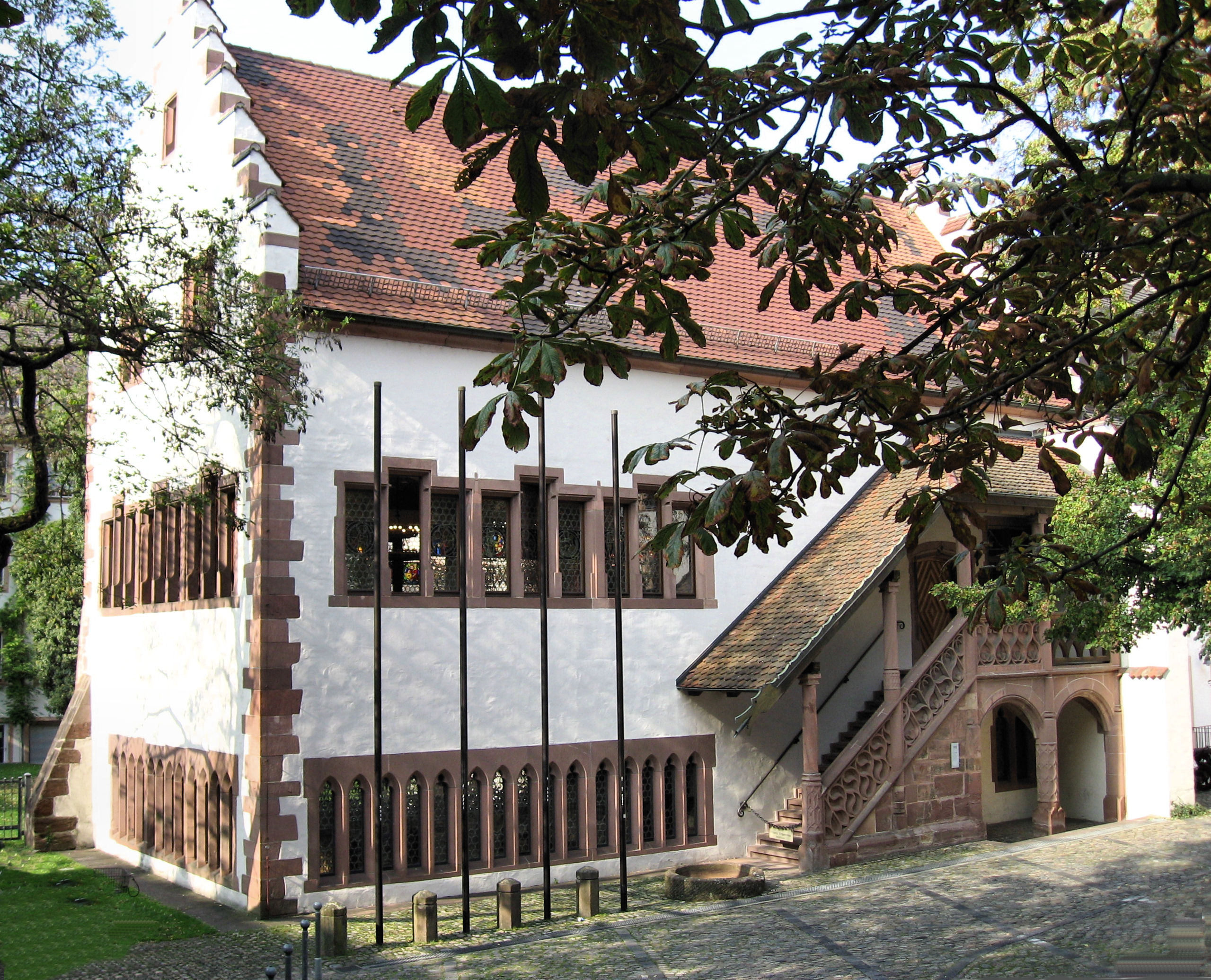
L'ancien hôtel de ville où la Diète d'Empire s'est réunie en 1498.

Au XVe siècle, la Réforme protestante s'amorce et l'Église est soumise à des troubles intérieurs. Ainsi, en 1409, trois papes se disputent le trône de Saint-Pierre, et la situation n'est éclaircie qu'en 1415, lors du Concile de Constance. L'archiduc autrichien Frédéric IV soutient l'antipape Jean XXIII, déchu lors du concile, et lui permet de se réfugier à Fribourg. L'empereur du Saint-Empire, Sigismond Ier, considère ce soutien comme un acte de trahison et lui confisque ses possessions. Fribourg devient une ville libre d'Empire, dépendant directement de l'empereur. Frédéric IV est finalement rétabli en 1427 et son neveu et successeur Albert VI d'Autriche fonde l'université de Fribourg en 1457. La Diète d'Empire se réunit à Fribourg en 1498, et en 1507, la ville obtient le droit de battre des monnaies d'or.
Les idées de Luther sont connues à Fribourg et de nombreuses figures de l'Église et de l'université y adhèrent. Néanmoins, la ville décide d'appliquer l'édit de Worms, promulgué par Charles Quint et qui interdit le luthéranisme. Tous les livres du théologien sont brûlés. Lors de la guerre des Paysans allemands, qui secoue le Saint-Empire en 1525, les insurgés protestants assiègent Fribourg et bloquent son approvisionnement en eau. Les Fribourgeois capitulent mais lorsque la ville est libérée par les Habsbourg, la répression contre les protestants est vive. La ville devient dès lors un bastion du catholicisme. D'ailleurs, les jésuites prennent la direction de l'université en 1620, afin de contrer l'influence des villes universitaires protestantes voisines, comme Tübingen, Bâle et Heidelberg.

### Guerres contre la France

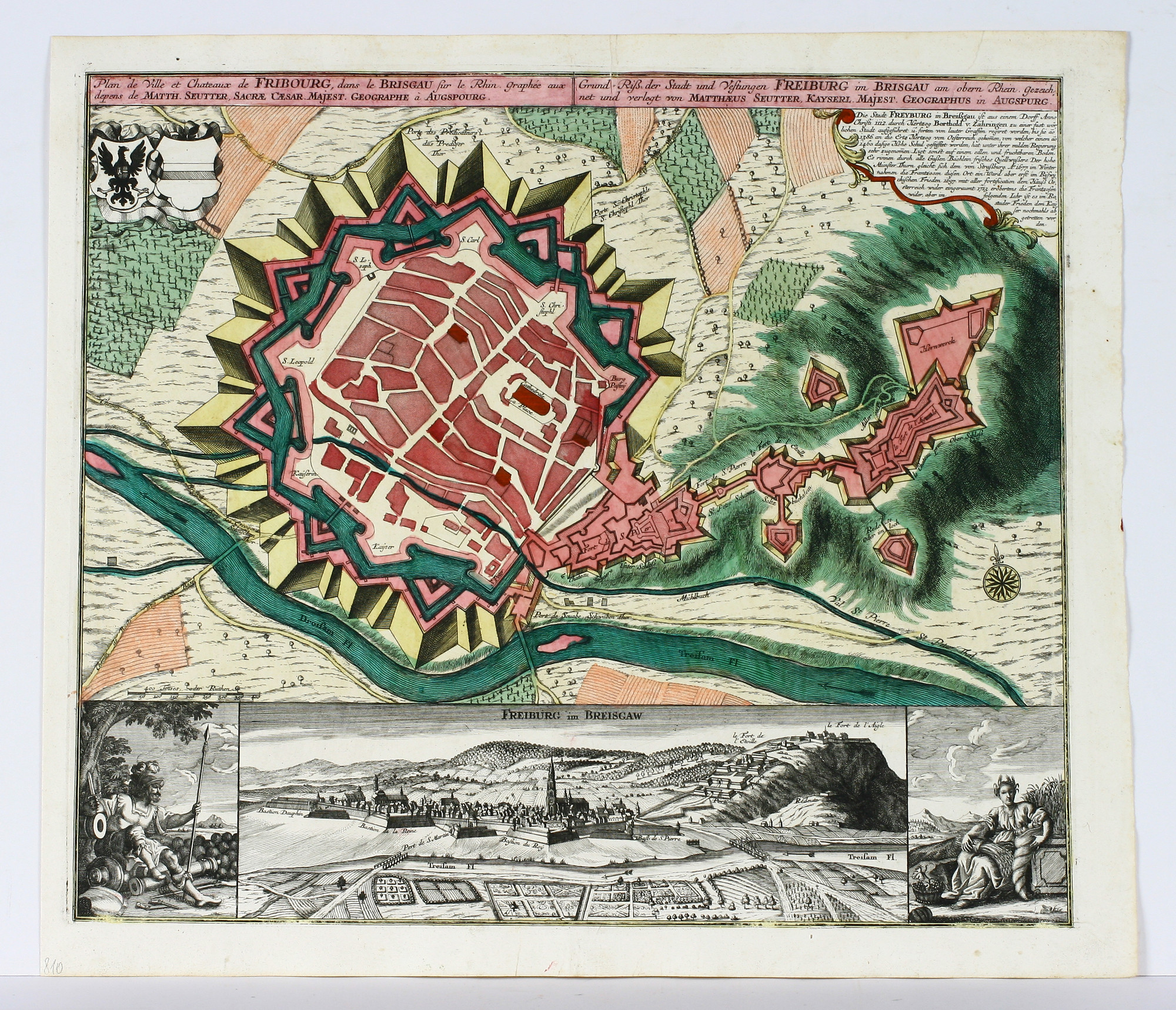
Fribourg et les fortifications de Vauban construites vers 1680 et détruites en 1745.

Fribourg est durement touchée par les grands conflits qui ponctuent les règnes de Louis XIV et de Louis XV et qui opposent les Habsbourg à la France. La ville est ainsi prise par les Français à quatre reprises.
Fribourg est d'abord épargnée par la guerre de Trente Ans commencée en 1618. Mais elle est prise par les Bavarois en juillet 1644. En août, la bataille de Fribourg, qui dure trois jours, oppose les Bavarois commandés par Franz von Mercy à l'armée française commandée par Louis II de Bourbon-Condé et Henri de La Tour d'Auvergne. Ces derniers remportent la bataille. Le conflit est catastrophique pour l'Allemagne entière et la population de Fribourg passe de 14 000 habitants à seulement 2 000. Les traités de Westphalie, signés en 1648, mettent fin au conflit et les Habsbourg, vaincus, perdent leurs territoires alsaciens, qui rejoignent la France. Ils conservent néanmoins le Brisgau et la ville de Fribourg.
Lors de la guerre de Hollande, la France et les Habsbourg sont à nouveau opposés, et ces derniers en profitent pour envoyer des troupes en Alsace, afin de récupérer cette province perdue. Les Français contre-attaquent et traversent le Rhin en novembre 1677. Le général François de Créquy prend Fribourg par surprise et ne rencontre pas une forte résistance autrichienne, puisque les Habsbourg sont déjà menacés par les Turcs qui assiègent Vienne. Lors du traité de Nimègue qui met fin à la guerre, Louis XIV propose un choix à Léopold Ier du Saint-Empire : soit il garde Fribourg, soit Philippsbourg, située près de Carlsruhe. L'empereur choisit cette dernière, et Fribourg devient française. Une route extraterritoriale la relie à Brisach, sur le Rhin.

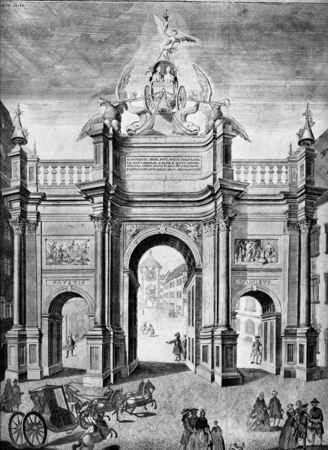
L'arc de triomphe élevé pour le passage de Marie-Antoinette en 1770.

Fribourg est un important point stratégique pour la France car elle constitue une avancée sur la rive orientale du Rhin. Louis XIV demande donc à Vauban de la fortifier suivant les techniques modernes. L'architecte fait raser les faubourgs de la ville afin de créer un glacis permettant de dégager le champ de vision des défenseurs. Le roi de France visite la ville en 1681. L'occupation française a des conséquences dramatiques pour la ville, car elle perd ses institutions habsbourgeoises, qui s'exilent à Bâle et Arlesheim, et les professeurs de l'université partent pour Constance. L'armée qui stationne dans la ville consomme de grandes quantités de nourriture et les habitants s'appauvrissent.
Les Habsbourgs récupèrent Fribourg à l'issue de la guerre de Neuf Ans, en 1697, mais Strasbourg et l'Alsace sont définitivement perdues. En septembre 1713, pendant la guerre de Succession d'Espagne, des troupes françaises assiègent à nouveau Fribourg, mais à cause des fortifications de Vauban, l'attaque est difficile et dure trois semaines. La population, exténuée, se rend donc pacifiquement. En 1714, le traité de Rastatt remet Fribourg et les autres possessions françaises de la rive droite du Rhin au Saint-Empire. Les Allemands récupèrent donc Fribourg, mais aussi Kehl et Brisach.
Lors de la guerre de Succession d'Autriche, Fribourg est encore une fois attaquée par les Français, en 1744. Louis XV assiste personnellement au bombardement de la ville et fait épargner la cathédrale. L'année suivante, la ville doit être rendue aux Impériaux, et les Français détruisent les fortifications de Vauban avant de partir. Une alliance entre les Habsbourg et la France est finalement conclue en 1770, lors du mariage de Louis XVI et de Marie-Antoinette. La future reine visite Fribourg avant de traverser le Rhin.

### LeXIXesiècle

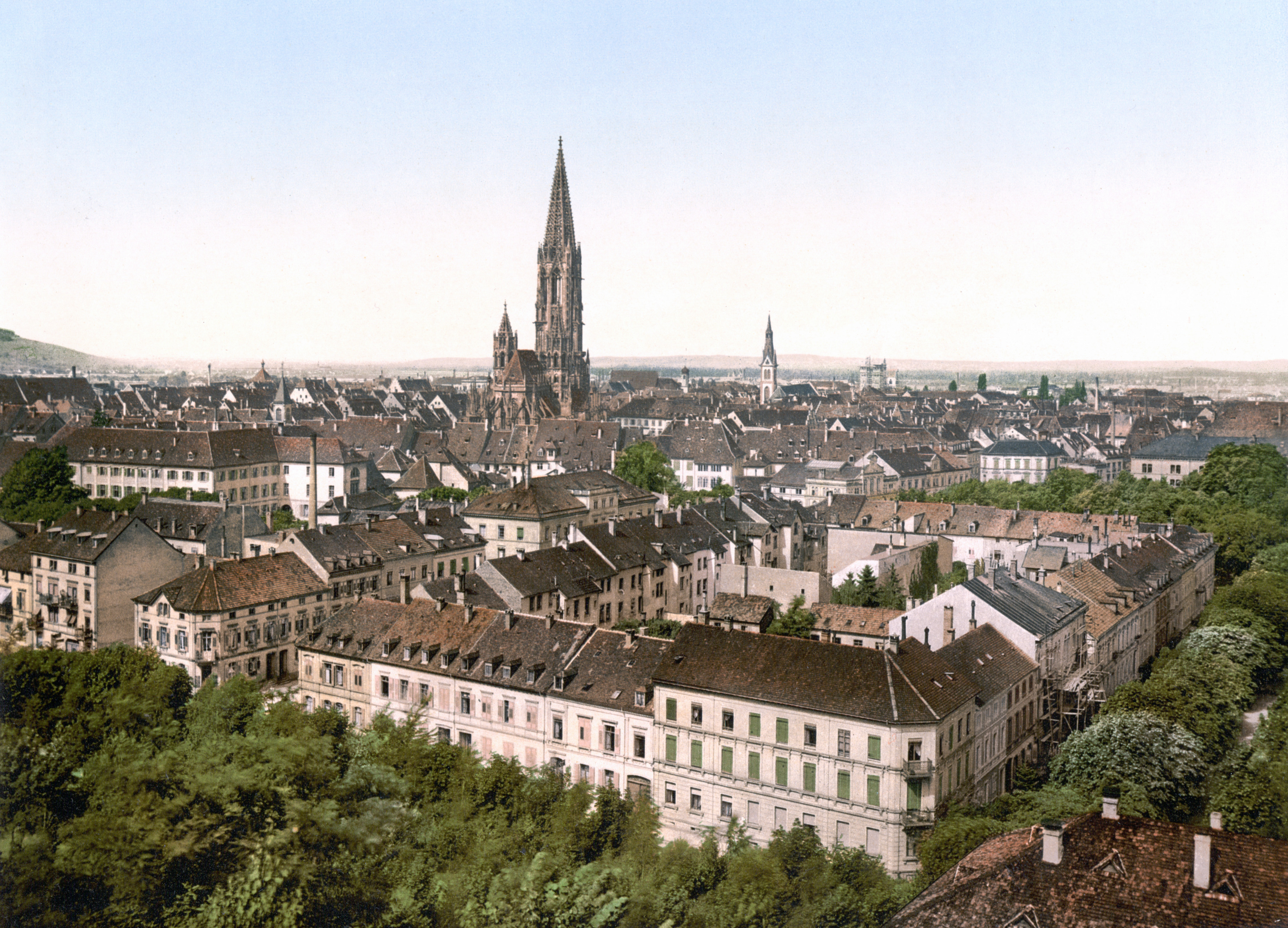
Fribourg à l'époque de l'Empire allemand.

La paix entre le Saint-Empire et la France ne dure que 21 ans. En 1793, les Sans-culottes, qui souhaitent propager la révolution en Europe, s'avancent sur le Rhin. Ils occupent brièvement Fribourg en 1796, puis Fribourg et le Brisgau deviennent français en 1799.
Lors de la création de la confédération du Rhin en 1806, qui entérine la fin du Saint-Empire, Fribourg et le Brisgau sont rattachés au grand-duché de Bade par le traité de Presbourg. La ville est excentrée par rapport à la capitale grand-ducale, Carlsruhe, et comme le pays possède déjà l'université de Heidelberg, celle de Fribourg est menacée de fermeture. Le congrès de Vienne entérine le rattachement de Fribourg au grand-duché, et en compensation, les Habsbourg reçoivent des territoires plus proches de Vienne, donc plus faciles à défendre. Les Fribourgeois sont très réticents à intégrer le Bade, notamment parce que c'est un pays majoritairement protestant.
En 1827, Fribourg devient le siège d'un archidiocèse et en 1845, la ligne de chemin de fer vers Offenbourg est ouverte. La révolution de Mars, qui éclate en Allemagne en mars 1848, n'épargne pas le grand-duché de Bade qui possède pourtant une constitution très progressiste. Lors du soulèvement de Fribourg (1848), de sanglantes batailles de rue ont lieu entre les forces gouvernementales et les insurgés.

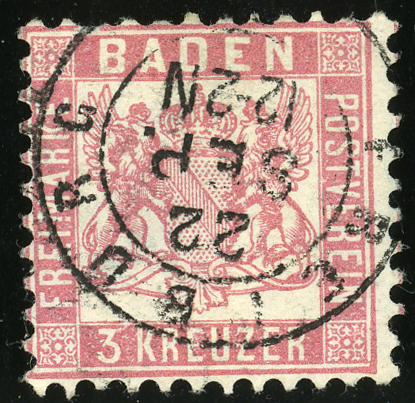
Freiburg dans le grand-duché de Bade vers 1862.

Après la fondation de l'Empire allemand en 1871, Fribourg profite de la reprise économique générale en Allemagne. De nouveaux quartiers sont construits dans le style historiciste alors en vogue et un tramway électrique est mis en place en 1901.

### Depuis 1914

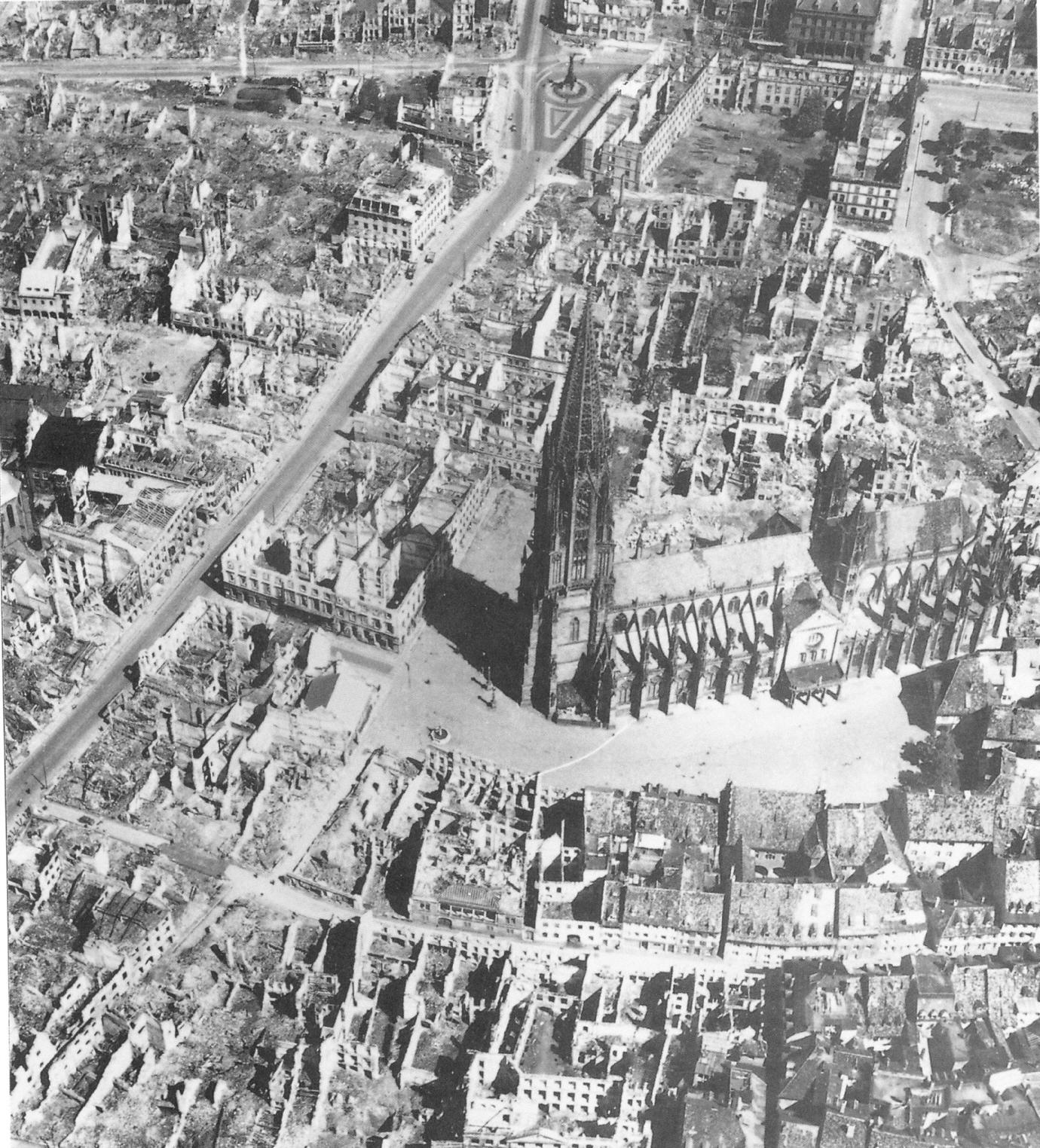
La vieille-ville après les bombardements de 1944.

Fribourg est touchée par des bombardements aériens français pendant la Première Guerre mondiale. Après 1918, le retour de l'Alsace à la France nuit à l'économie locale.

Les Nazis remportent le conseil municipal en 1933 et appliquent rapidement leurs idées. Ainsi, la synagogue est incendiée lors de la Nuit de Cristal, en 1938. En 1940, les Juifs de Fribourg sont déportés au camp de Gurs, dans les Pyrénées-Atlantiques. 

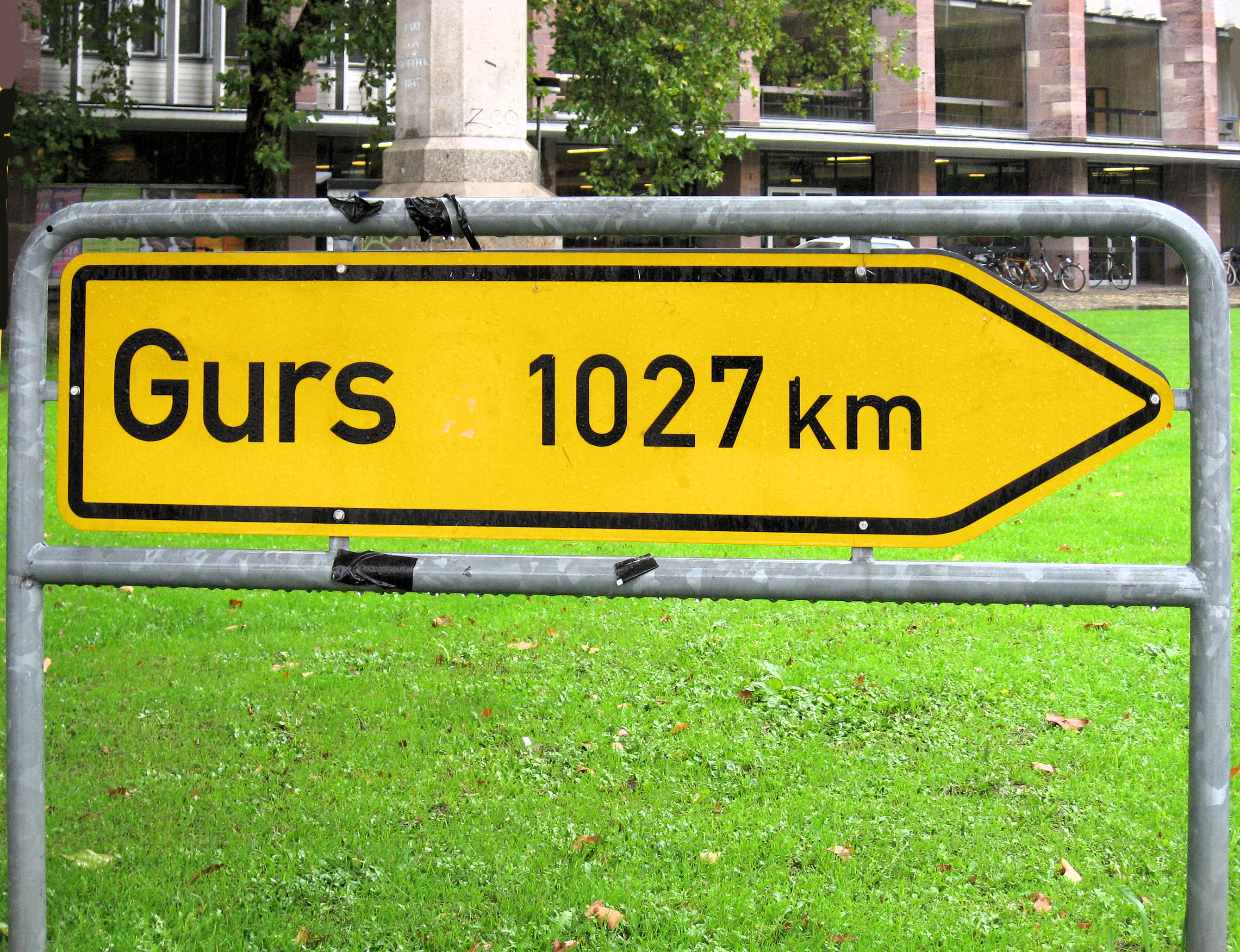
Panneau en souvenir de la déportation des juifs de Fribourg à Gurs.

Le 10 mai 1940, la Luftwaffe bombarde accidentellement la ville. 57 personnes sont tuées. Les bombardements les plus intenses ont lieu le 27 novembre 1944, pendant l'opération Tigerfish, conduite par la Royal Air Force. Près de 2 800 personnes meurent dans le bombardement et la ville est gravement endommagée. Dans la vieille-ville, seule la cathédrale est relativement épargnée. Le 21 avril 1945, les forces françaises de la 1re armée française, occupent la ville, et en octobre, elle est visitée par Charles de Gaulle.
Au cours des années 1970, Fribourg devient un bastion écologiste en Allemagne. Les grandes manifestations contre la construction d'une centrale nucléaire à Wyhl am Kaiserstuhl permettent l'abandon du projet et la municipalité elle-même développe une politique verte, notamment pour réguler l'extension urbaine.
En 2016, la ville est secouée par le meurtre de Maria Ladenburger.

## Économie

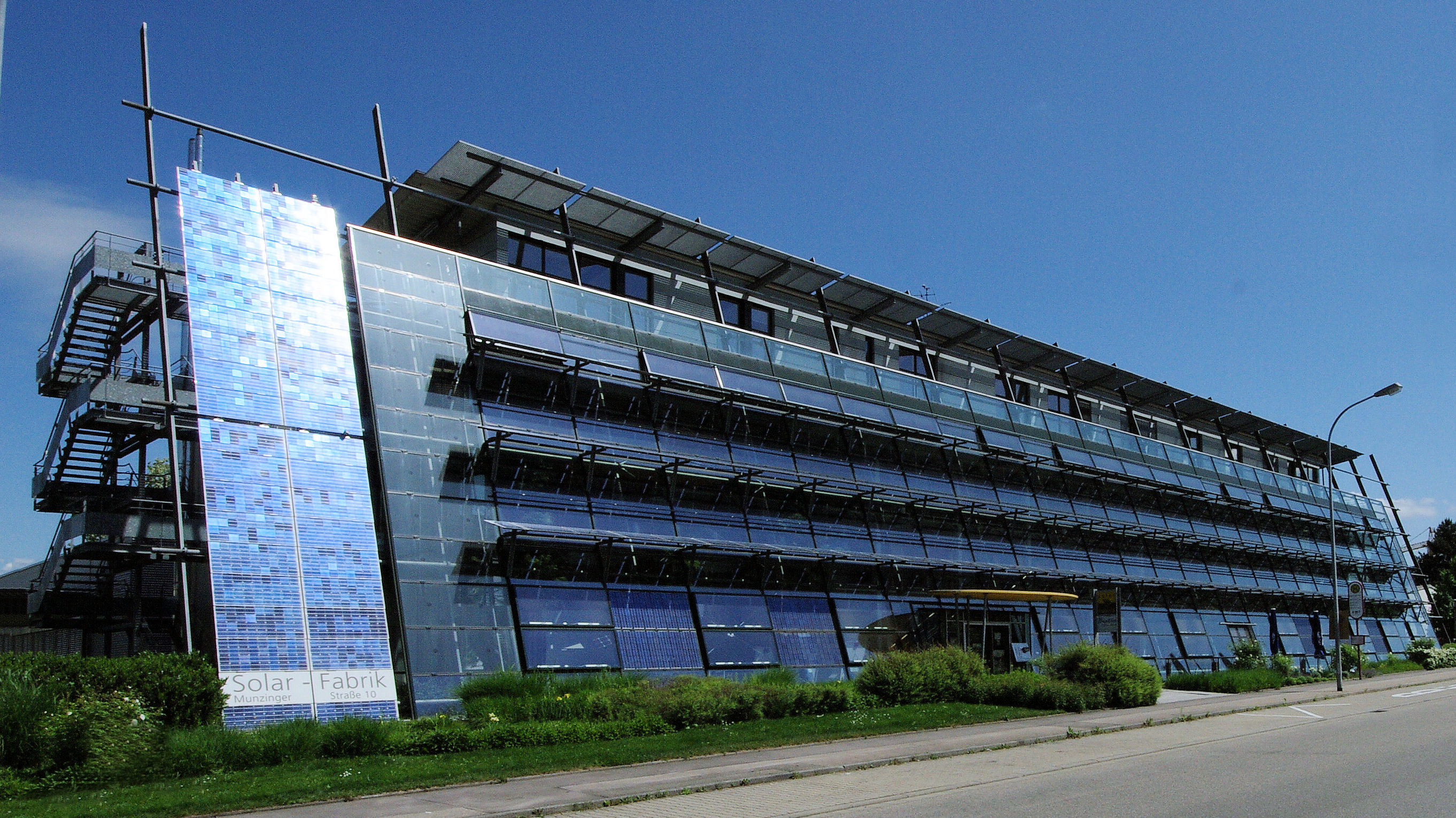
L'usine de panneaux solaires Solar-Fabrik.

L'économie de Fribourg est dominée par le secteur des services et de la fonction publique. Le plus gros employeur de la ville est l'université, conjointement avec l'hôpital universitaire. Ils sont suivis par les organes administratifs fédéraux et locaux. La présence de l'université encourage l'implantation de petites entreprises spécialisées dans la technologie solaire, les médias, la médecine et la biotechnologie.
La recherche dans le domaine de l'énergie solaire bénéficie du climat ensoleillé de la ville et de l'orientation écologique de la municipalité. La ville de Fribourg s’est d'ailleurs fait une spécialité des problématiques liées au développement durable. C'est une capitale de l'écologie, pionnière en architecture économe en énergie. Elle abrite l’une des principales usines européennes de production de panneaux photovoltaïques et l’une des tours du centre-ville est intégralement recouverte sur une façade par des panneaux photovoltaïques. La ville organise en outre le salon Intersolar. D'autres foires spécialisées ont aussi lieu régulièrement dans la ville.
Le tourisme tient une place non négligeable, puisque Fribourg est une porte d'entrée vers la Forêt-Noire. La ville se trouve aussi sur la Route des vins de Bade et la Route verte, une route touristique qui serpente des deux côtés du Rhin et relie les Vosges à la Forêt-Noire. Fribourg est l'une des destinations touristiques les plus populaires dans le sud-ouest de l'Allemagne. En 2007, le million de nuitées a été atteint pour la première fois.
Fribourg est aussi tournée vers la forêt et les vignobles environnants comme le Kaiserstuhl. C'est notamment le siège de l'institut allemand de la viticulture.
En 2006, les recettes fiscales municipales s'élevaient à 224 millions d'euros. Le budget de la ville atteignait 234 millions d'euros en 2007, avec une dette de 140 millions. La ville de Fribourg, avec les arrondissements de Brisgau-Haute-Forêt-Noire et d'Emmendingen, totalise 302 000 travailleurs. La ville regroupe à elle seule environ 201 000 emplois.

## Transports

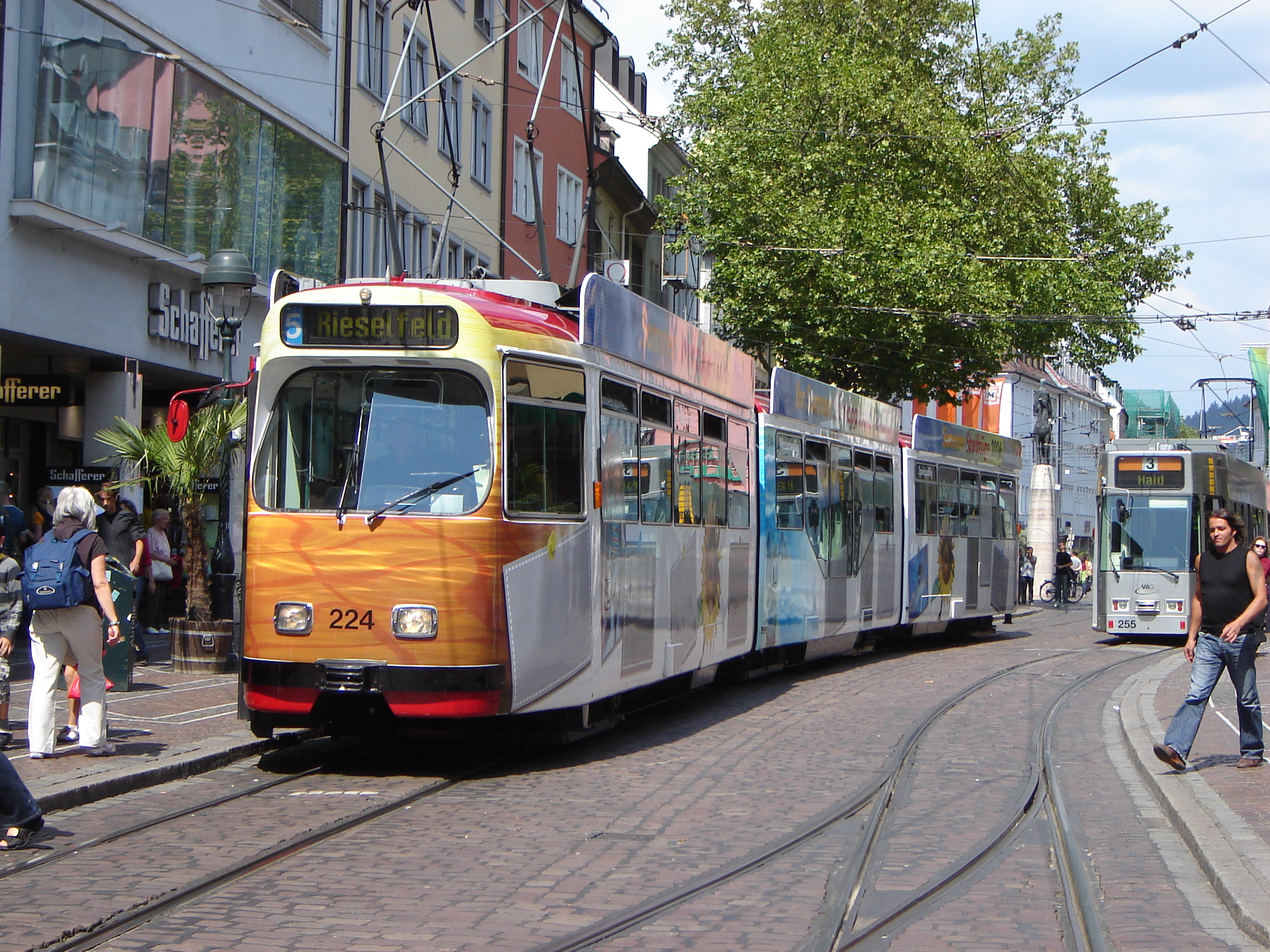
Un tramway de Fribourg.

En comparaison avec d'autres villes de taille similaire, la proportion du transport automobile dans la circulation urbaine totale de Fribourg est faible. En revanche, le vélo est un moyen de transport extrêmement employé. En 1982, les transports en commun ne représentaient que 11 % du trafic total, ce chiffre est passé à 18 % en 1999 et la municipalité estime qu'il atteindra 20 % en 2020. Les déplacements en voiture représentaient 38 % du trafic en 1982, puis 26 % en 1999, et probablement 24 % en 2020. Le vélo est de son côté passé de 15 % à 27 %, et la marche a reculé de 35 % à 23 %.
Fribourg est l'une des premières villes à avoir, dès les années 1960, fermé son centre-ville aux voitures. Les rues ont été laissées aux piétons et des parkings ont été aménagés autour. Le quartier Vauban a été conçu pour que la voiture ne soit plus nécessaire aux habitants.
Fribourg est située sur les axes Rhin-Saône-Rhône-Méditerranée et Rhin-Gotthard-Italie. La Bundesautobahn 5, qui suit le cours du Rhin, permet de relier la ville à Strasbourg, Karlsruhe, Mannheim et Francfort au nord, Mulhouse et Bâle au sud. La ville est aussi sur la Bundesstraße 3, parallèle à l'autoroute, sur la Bundesstraße 31, qui va jusqu'à Lindau, en Bavière, et sur la Bundesstraße 294 qui remonte la Forêt-Noire jusqu'aux environs de Karlsruhe. Une route locale permet enfin de franchir le Rhin à Neuf-Brisach, puis de rejoindre Colmar.

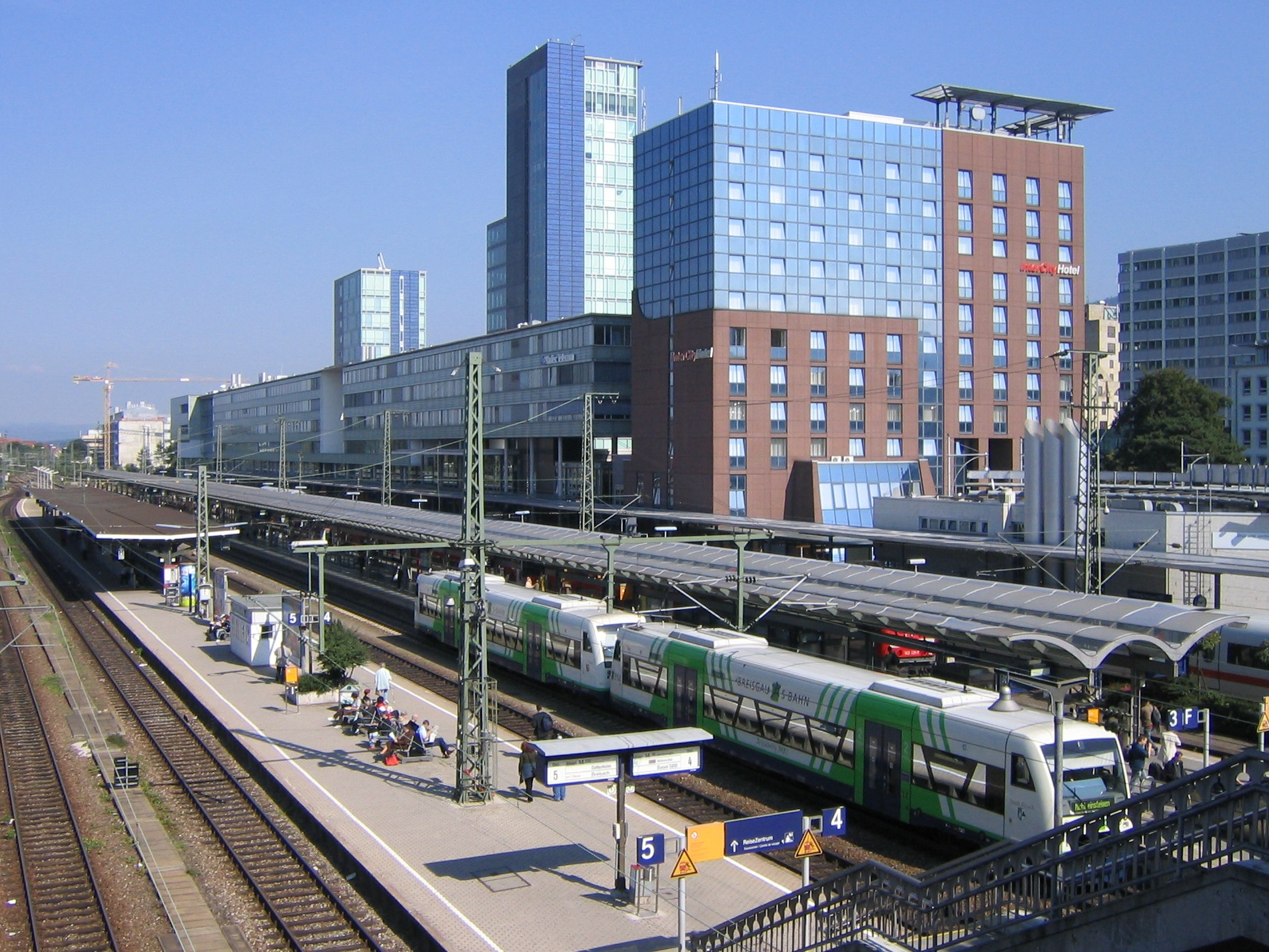
La gare centrale de Fribourg.

La gare centrale de Fribourg propose des liaisons avec la Suisse (Bâle, Zurich, Berne), l'Italie (Milan), vers d'autres villes allemandes, comme Mannheim, Stuttgart et Munich, ainsi qu'avec la France (Strasbourg et Paris). Depuis le 9 décembre 2012, une liaison ferroviaire existe par TER Alsace avec Mulhouse (via ou avec correspondance à Müllheim). Depuis l'été 2013, les TGV venant de Paris y ont un terminus. En plus des trains régionaux de la DB Regio AG, le Breisgau S-Bahn (BSB) relie à Fribourg les villes et villages environnants, par exemple dans le Kaiserstuhl. Il y a, en plus de la gare centrale, d'autres arrêts dans des quartiers périphériques.
Fribourg-en-Brisgau est équipée d’un réseau de transport en commun géré par une société anonyme, la Freiburger Verkehrs AG (VAG), composé de 5 lignes de tramway formant le Breisgau-S-Bahn (de), complétées par 21 lignes de bus.
Fribourg possède un aérodrome mais c'est l'aéroport international de Bâle-Mulhouse-Fribourg qui regroupe tout le trafic aérien de la région. Il se trouve entre Mulhouse et Bâle, de l'autre côté du Rhin, et il est accessible grâce à une ligne de bus. Des navettes sont aussi proposées vers d'autres aéroports de la région, comme Zurich, Karlsruhe-Baden-Baden ou Francfort.

## Politique et administration

### Tendances politiques
Fribourg est traditionnellement un fief catholique et conservateur, mais son paysage politique a grandement changé depuis les années 1960. Tout d'abord, Eugen Keidel, un social-démocrate, a été élu maire en 1962. Rolf Böhme, issu du même parti, lui a succédé en 1982. De 2002 à 2018, la ville est un bastion des Verts, avec à sa tête le maire Dieter Salomon. Ce dernier est le premier maire Vert élu dans une grande ville allemande. Lors des élections fédérales de 2002, puis celles de 2005, Fribourg a donné ses meilleurs scores dans toute l'Allemagne au parti Vert : 25 % des voix en 2002, et 22,8 % en 2005. Dans la circonscription, ce taux a atteint 36,8 % pour les élections européennes de 2004.
Fribourg est représentée au Bundestag par le social-démocrate Gernot Erler depuis 1998. Au Parlement du Bade-Wurtemberg, Fribourg est représentée par trois députés, deux verts et un social-démocrate.

### Maires

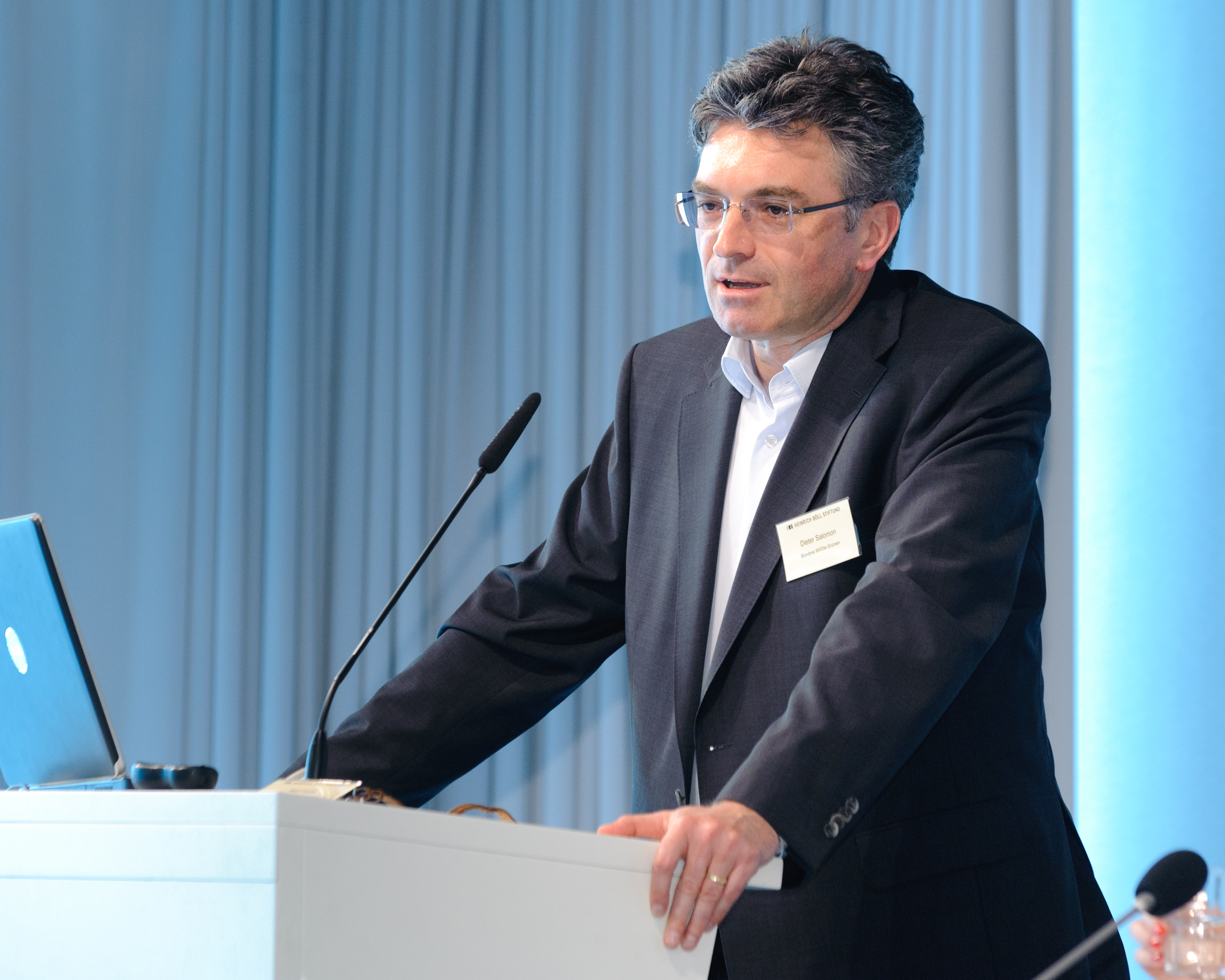
Dieter Salomon, maire écologiste de Fribourg de 2002 à 2018.

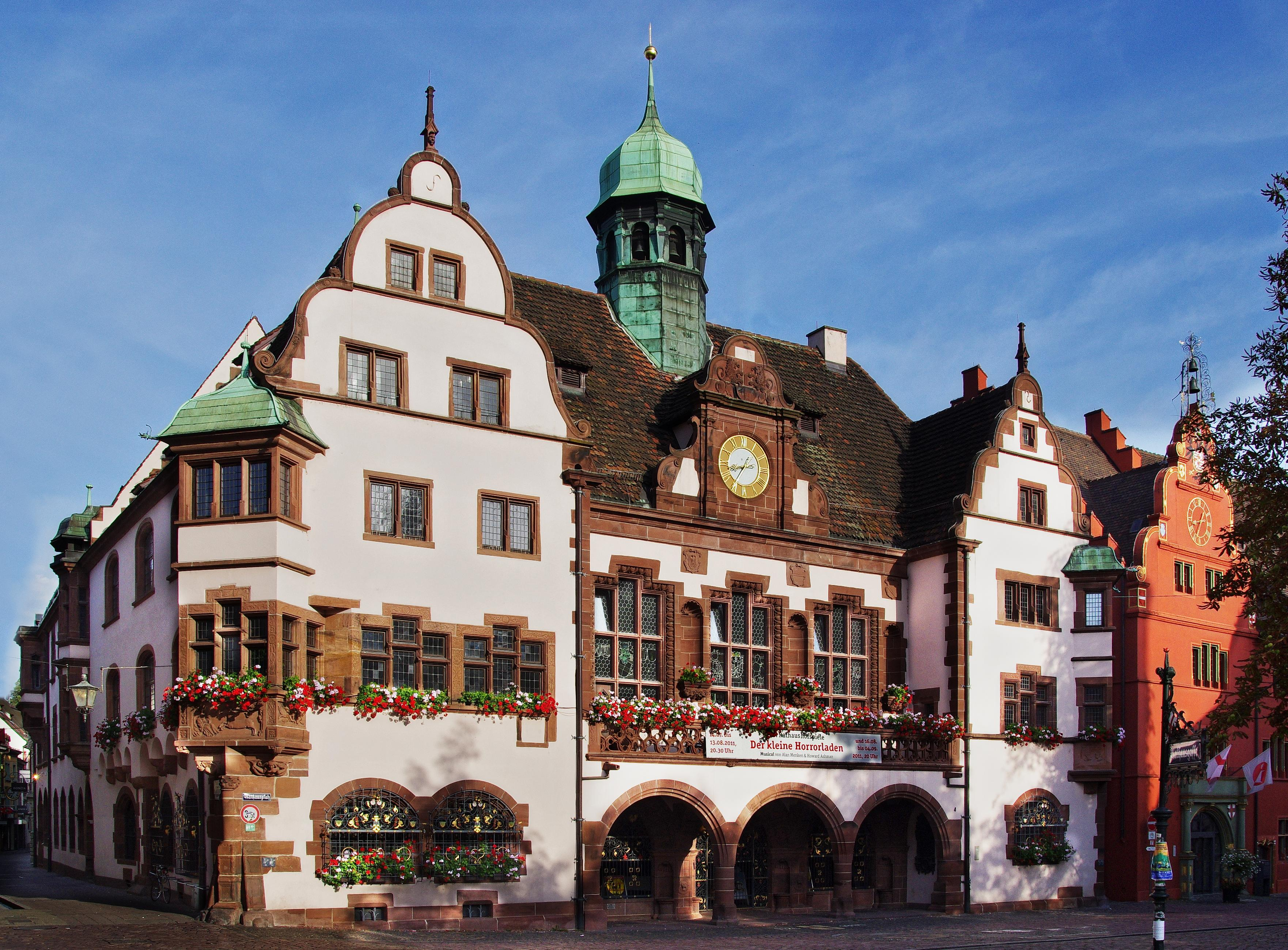
L'hôtel de ville.

De 1520 à 1806, Fribourg était gouvernée par le prévôt de la cour des magistrats. Lorsque la ville a intégré le Grand-Duché de Bade, cette situation a été abrogée car elle n'était pas conforme aux lois badoises. Le prévôt a été remplacé par un maire élu au suffrage direct. Le premier maire élu, Johann Josef Adrians, reçoit le titre d'Oberbürgermeister.
Liste des maires de Fribourg depuis 1806:
|  | Nom                      | Parti   | Début | Fin         |
|  | ------------------------ | ------- | ----- | ----------- |
|  | Johann Josef Adrians     |         | 1806  | 1824        |
|  | Fidel André              |         | 1826  | 1827        |
|  | Raimund Bannwarth        |         | 1828  | 1832        |
|  | Joseph von Rotteck       |         | 1833  | 1839        |
|  | Friedrich Wagner         |         | 1839  | 1840        |
|  | Joseph von Rotteck       |         | 1848  | 1849        |
|  | Johann Baptist Rieder    |         | 1850  | 1852        |
|  | Friedrich Wagner         |         | 1852  | 1859        |
|  | Eduard Fauler            |         | 1859  | 1871        |
|  | Carl Schuster            |         | 1871  | 1888        |
|  | Otto Winterer            |         | 1888  | 1913        |
|  | Emil Thoma               |         | 1913  | 1922        |
|  | Karl Bender              | Zentrum | 1922  | 1933        |
|  | Franz Anton Josef Kerber | NSDAP   | 1933  | 1945        |
|  | Max Keller               |         | 1945  | 1946        |
|  | Wolfgang Hoffmann        | CDU     | 1946  | 1956        |
|  | Josef Brandel            | CDU     | 1956  | 1962        |
|  | Eugen Keidel             | SPD     | 1962  | 1982        |
|  | Rolf Böhme               | SPD     | 1982  | 2002        |
|  | Dieter Salomon           | Verts   | 2002  | 2018        |
|  | Martin Horn              |         | 2018  | en fonction |

### Institutions
Fribourg possède un conseil municipal constitué de 48 membres. 12 sièges sont tenus par les Verts, 10 par la CDU (droite), 9 par le SPD (gauche) et 8 par le FDP (centre). Depuis 2007, la ville de Fribourg est gérée par quatre départements. Le premier s'occupe de la direction du personnel, des relations juridiques, régionales et publiques et du développement urbain. Il est présidé par le maire. Le deuxième département est consacré à l'environnement et à l'éducation, le troisième est responsable de la culture, de la jeunesse et de la politique sociale, et le quatrième s'occupe des finances, de l'économie locale, du logement, des sports, des médias et des travaux publics.
La ville compte plusieurs institutions fédérales et régionales, comme une commission scolaire, la Direction des forêts, l'Office national de géologie, des mines et des matières premières, l'Académie de police du Bade-Wurtemberg, l'Institut national de la viticulture, l'Office fédéral de radioprotection et les Archives militaires fédérales. La ville est aussi le siège de deux chambres de commerce.
Fribourg dispose d'un amtsgericht (tribunal de première instance) et d'un landgericht (grande instance), tous deux dépendants de l'oberlandesgericht (cour d'appel) de Karlsruhe. Fribourg possède aussi un conseil de prud'hommes, un tribunal d'affaire sociales et un tribunal administratif.

### Division territoriale

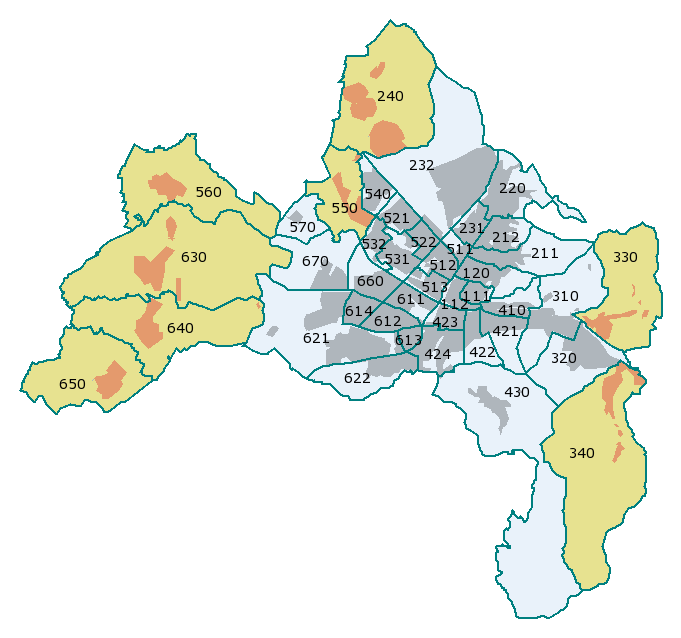
La division administrative de Fribourg. Les villages sont en vert et les quartiers urbains en bleu.

Fribourg-en-Brisgau est divisée en 42 Stadtbezirke qui sont principalement utilisés à des fins statistiques. Huit d'entre eux ont le statut de village : Ebnet, Hochdorf, Kappel, Lehen, Munzingen, Opfingen, Tiengen et Waltershofen. Ces derniers ont un maire et un conseil local qui doit être consulté chaque fois qu'une décision importante concerne leur territoire. Les décisions finales incombent néanmoins au conseil municipal de Fribourg.

#### Centre
- 11 Altstadt
  - 111 Altstadt-Mitte
  - 112 Altstadt-Ring
- 12 Neuburg

#### Nord
- 21 Herdern
  - 211 Herdern-Süd
  - 212 Herdern-Nord
- 22 Zähringen
- 23 Brühl
  - 231 Brühl-Güterbahnhof
  - 232 Brühl-Industriegebiet
  - 233 Brühl-Beurbarung (depuis 2013, jusqu'en 2012 en tant que 511 Stühlinger-Beurbarung, partie de Stühlinger)
- 24 Hochdorf

#### Est
- 31 Waldsee
- 32 Littenweiler
- 33 Ebnet
- 34 Kappel

#### Sud
- 41 Oberau
- 42 Wiehre
  - 421 Oberwiehre
  - 422 Mittelwiehre
  - 423 Unterwiehre-Nord
  - 424 Unterwiehre-Süd
- 43 Günterstal

#### Ouest
- 51 Stühlinger
  - 511 Stühlinger-Beurbarung (jusqu'en 2012, depuis 2013 en tant que 233 Brühl-Beurbarung, partie de Brühl)
  - 512 Stühlinger-Eschholz
  - 513 Alt-Stühlinger
- 52 Mooswald
  - 521 Mooswald-West
  - 522 Mooswald-Ost
- 53 Betzenhausen
  - 531 Betzenhausen-Bischofslinde
  - 532 Alt-Betzenhausen
- 54 Landwasser
- 55 Lehen
- 56 Waltershofen
- 57 Mundenhof

#### Sud-Ouest
- 61 Haslach
  - 611 Haslach-Egerten
  - 612 Haslach-Gartenstadt
  - 613 Haslach-Schildacker
  - 614 Haslach-Haid
- 62 St. Georgen
  - 621 St. Georgen-Nord
  - 622 St. Georgen-Süd
- 63 Opfingen
- 64 Tiengen
- 65 Munzingen
- 66 Weingarten
- 67 Rieselfeld
- 68 Vauban

### Symboles
Le blason de la ville de Fribourg est d'argent à la croix de gueules. Il porte la croix de saint Georges, l'emblème de Georges de Lydda, saint-patron de la ville. La croix figure aussi sur le drapeau, identique à celui de l'Angleterre, qui a le même saint-patron. Le drapeau est en usage depuis environ 1368, lorsque la ville s'est placée sous la protection des Habsbourg.
La ville possède aussi un sceau, qui représente le château de Fribourg en rouge sur fond blanc. Deux musiciens soufflant dans des cornes se trouvent en haut des tours latérales. Le château tel qu'il est représenté sur le sceau a inspiré l'architecture du château d'eau de la ville, construit en 1896.
Dès 1327, Fribourg reçoit le droit de battre monnaie. Les pièces alors frappées par la ville portaient, côté face, la tête d'un aigle ou d'un corbeau. En allemand, corbeau se dit Rabe, avec une variante dialectale Rapp, qui a donné Rappenpfennig pour désigner les pièces elles-mêmes. Après l'union monétaire contractée en 1399 avec certaines villes suisses, ce numméraire a circulé également sur territoire helvétique. Les centimes de francs suisses sont encore aujourd'hui appelés Rappen par les Suisses-allemands.

Le blason avec la croix de Saint-Georges.
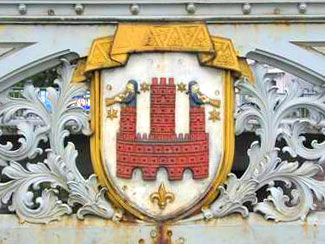
Le sceau de Fribourg.
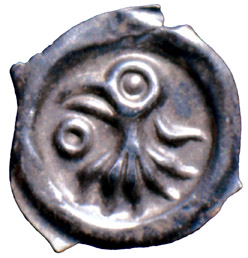
Un « Rappen » de Fribourg avec la tête de corbeau.

## Culture

### Institutions culturelles
Le Théâtre de Fribourg est consacré au théâtre proprement dit, à la comédie musicale et au ballet. Il possède trois salles. Fribourg a aussi une Konzerthaus, où se produit l'orchestre philharmonique local, et plusieurs autres petits théâtres, dont deux destinés à la jeunesse et un cabaret. La ville compte enfin plusieurs chorales et orchestres, comme l'orchestre symphonique de la SWR et l'Ensemble Recherche.

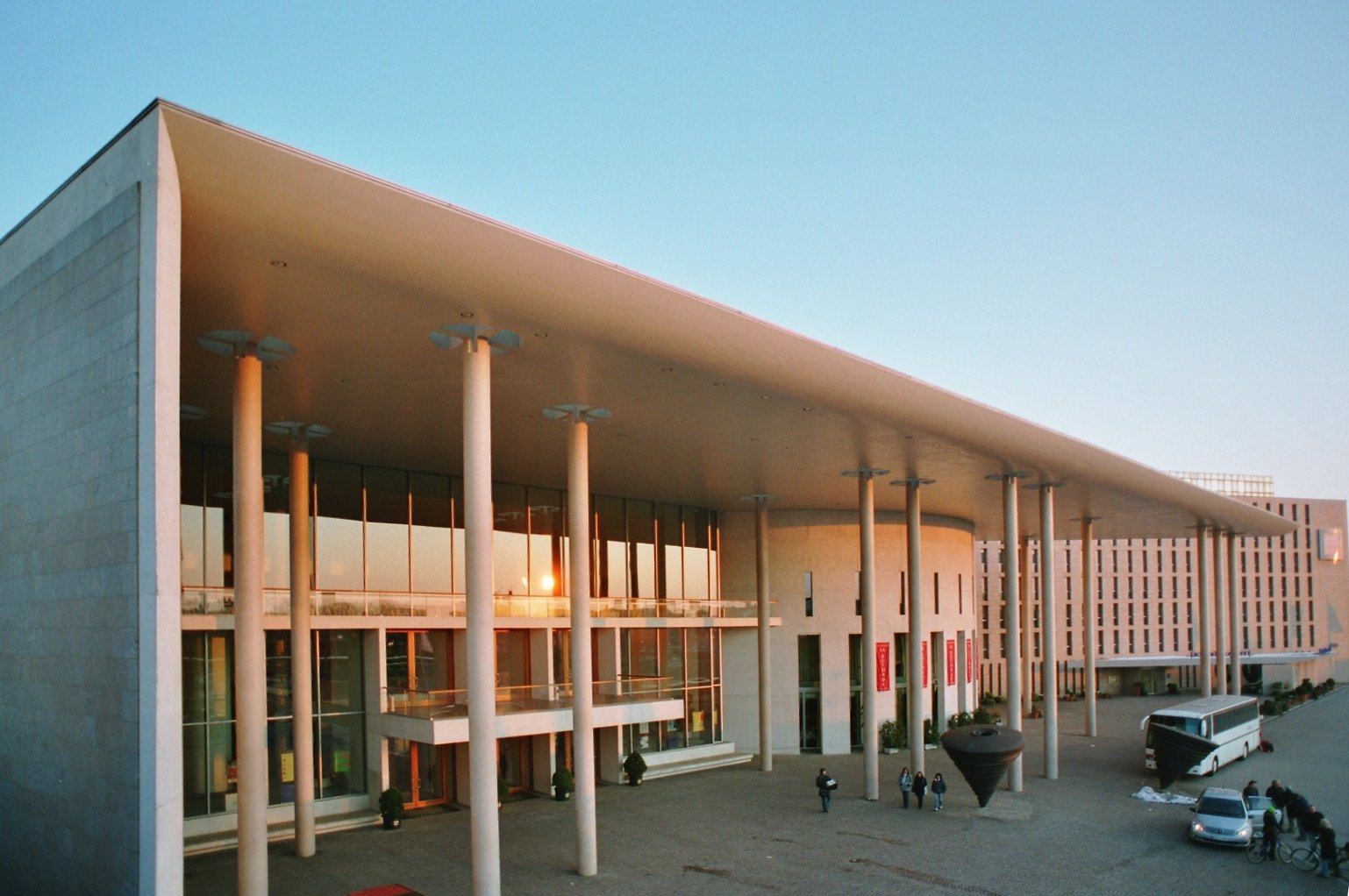
La Konzerthaus.
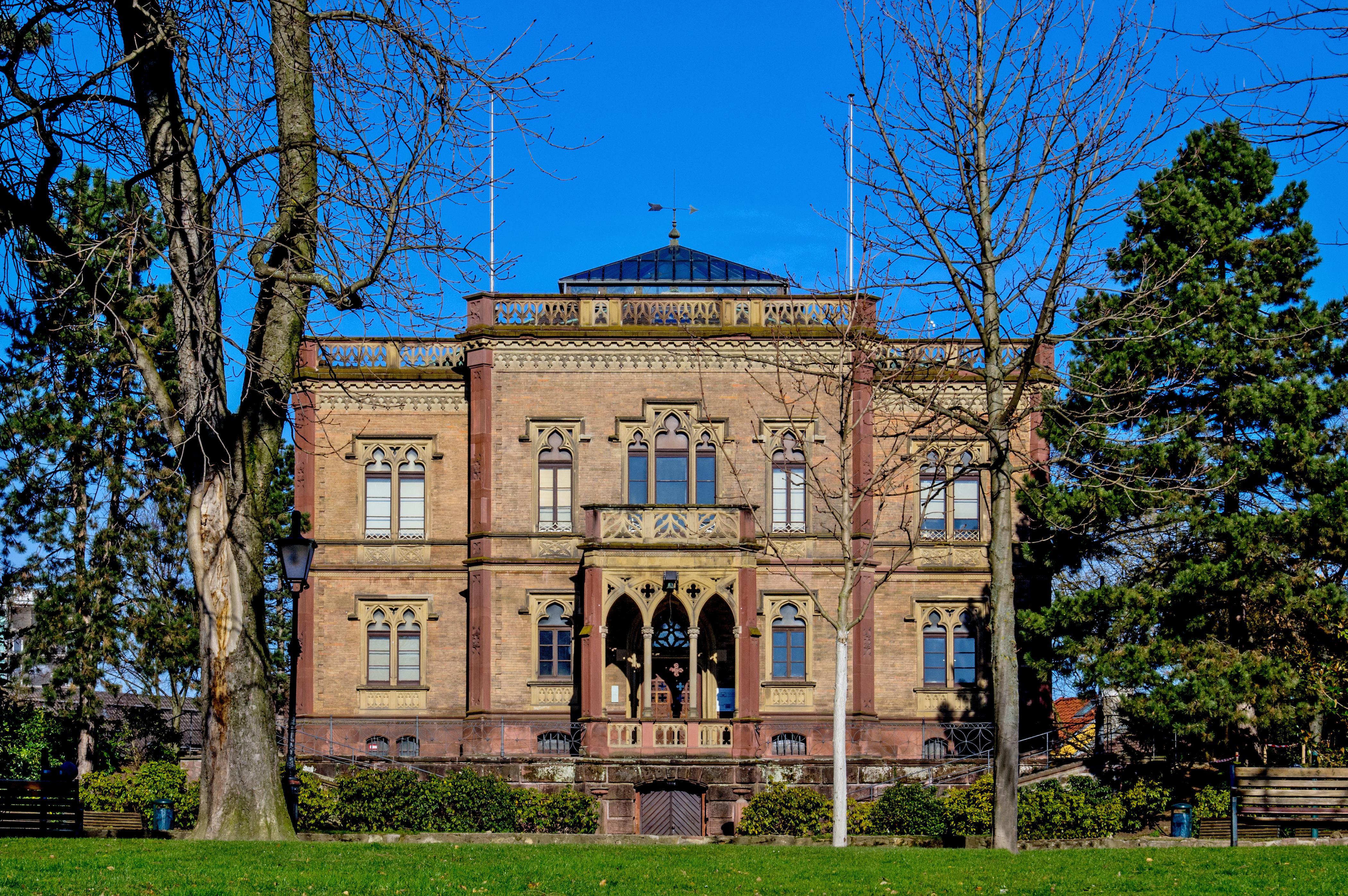
Le musée archéologique.
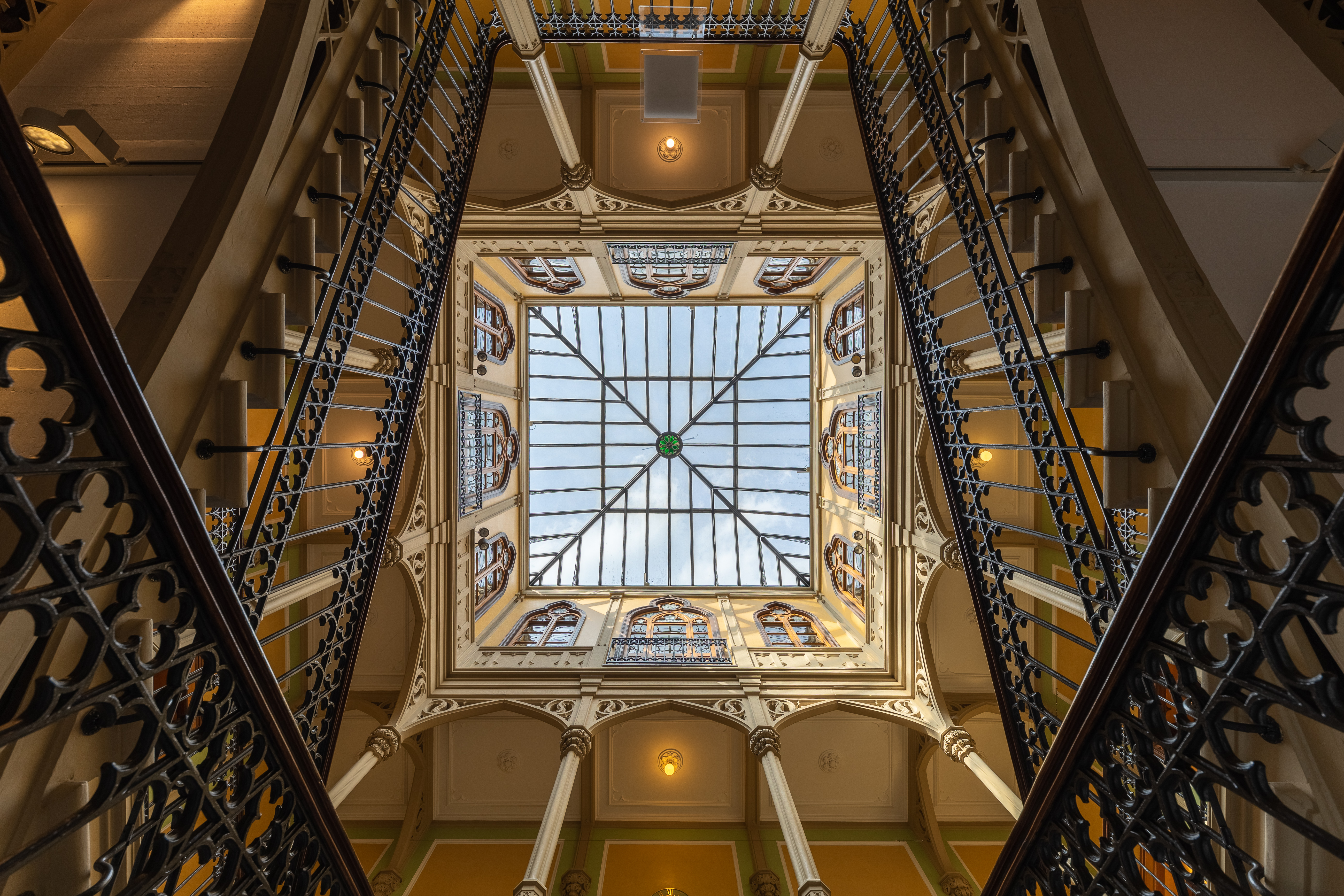
Intérieur du manoir Colombi à Fribourg-en-Brisgau. Mars 2019.

Au cours de l'année, Fribourg organise de nombreux festivals culturels, comme le festival de photo Mundologia en février, le Festival International de Danse ou le Zelt-Musik-Festival en été, un festival de cinéma ethnographique et le festival techno Sea of Love. Il faut ajouter à ces manifestations les fêtes traditionnelles : le marché de Noël, celui de Pâques et le carnaval.
Fribourg compte plusieurs musées. Le plus grand est le musée des Augustins de Fribourg-en-Brisgau, consacré à l'art et à l'histoire de la région. Il est installé dans l'ancien couvent des Augustins et possède une importante collection d'art médiéval, notamment des statues, des œuvres de Cranach l'Ancien et de Hans Baldung Grien, ainsi qu'un retable de Matthias Grünewald.
Le musée a ouvert une antenne dans la Wentzingerhaus, une maison ancienne située sur la place de la cathédrale, afin d'y présenter l'histoire de la ville et de sa cathédrale. À côté de l'Augustinermuseum, le Musée d'histoire naturelle offre une vue d'ensemble de la géologie et de la minéralogie, ainsi que de la faune et la flore locales. Pendant les semaines qui précèdent Pâques, le musée organise une exposition pour les enfants autour des œufs et des poules.
Fribourg compte aussi un petit musée d'art moderne et contemporain, dont les collections présentent tous les courants depuis l'expressionnisme. Le Musée archéologique est installé dans le manoir Colombi, une construction de style néogothique anglais. Ses collections regroupent des pièces de la Préhistoire, de l'Antiquité et du Moyen Âge.
L'université ainsi que l'Académie de police du Bade-Wurtemberg ont chacune une galerie d'exposition tout comme le Kunstverein Freiburg, fondé en 1827, qui présente des artistes contemporains.

### Architecture

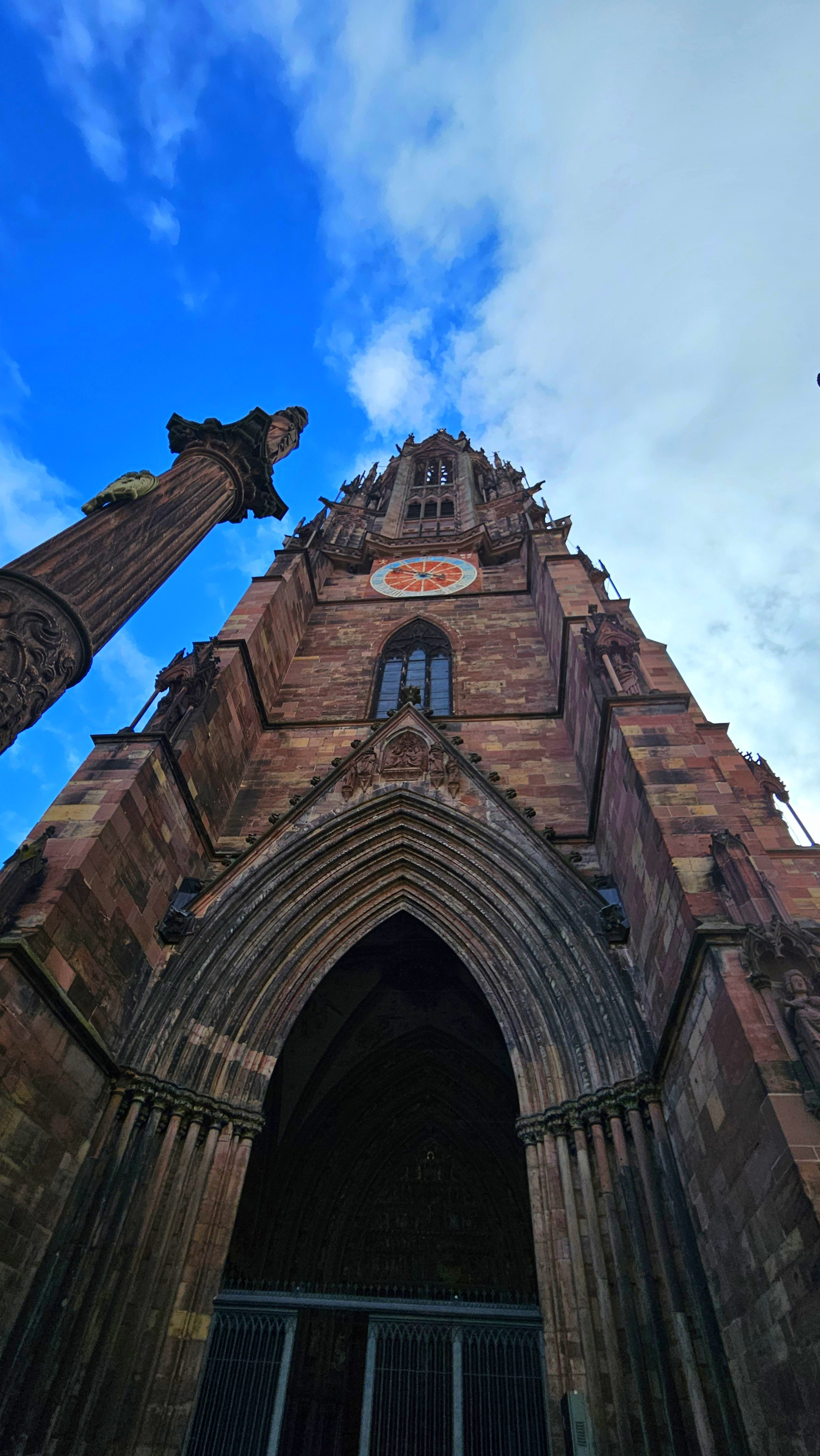
La cathédrale.

Fribourg compte encore quelques édifices remarquables, malgré les bombardements qui ont dévasté la ville en 1944. Ces derniers avaient réduit en poussière la vieille-ville, à l'exception de la cathédrale, d'un coin de la place avec la Wentzingerhaus, et de deux portes médiévales. Après la guerre, la ville a été en grande partie reconstruite selon son plan historique, en respectant le tracé des rues anciennes. Les « bächle », les petits caniveaux à ciel ouvert qui suivent les trottoirs, ont eux aussi été conservés.
La Cathédrale de Fribourg est l'emblème de la ville. Elle renferme quelques vitraux d'origine, dont certains ont été commandés par les guildes, et des retables de Hans Baldung Grien et Hans Holbein le Jeune. Le clocher fait 116 mètres de haut. La Cathédrale est le seul édifice religieux d'Allemagne à renfermer cinq orgues. Les transmissions de quatre de ces instruments sont maintenant utilisées à partir d'une grande console de 4 claviers. Le cinquième instrument est un petit Positif placé dans le chœur.
La place de la cathédrale est bordée par quelques maisons typiques, comme la Maison des Marchands, reconnaissable à sa couleur rouge et ses sculptures, qui date en 1532. La Wentzingerhaus, de 1761, est typique du baroque tardif. La maison des gardes, qui servait aux soldats des Habsbourg, date de 1733.
Dans le voisinage de la cathédrale, le Münsterbauhütte est le dernier bâtiment à pans de bois de la ville. Il date du XIIIe siècle et servait d'atelier pour la construction de la cathédrale. La Haus zum Walfisch ou Maison de la Baleine, construite en 1516, a hébergé Érasme pendant les guerres de religion. Elle a brûlé pendant les bombardements, mais conserve quelques éléments d'origine. La Martinstor et la Schwabentor, les deux portes subsistantes de l'enceinte médiévale, ont été fortement remaniées au début du XXe siècle. L'hôtel de ville a été aménagé en réunissant deux maisons bourgeoises du XVIe siècle.
Le quartier Vauban est le premier écoquartier du monde. Construit en 1996 sur une base militaire française désaffectée, c’est devenu la vitrine mondiale des bonnes pratiques en matière de développement durable urbain. Les enjeux de ce quartier furent de mettre l'accent sur l’écologie et le social.

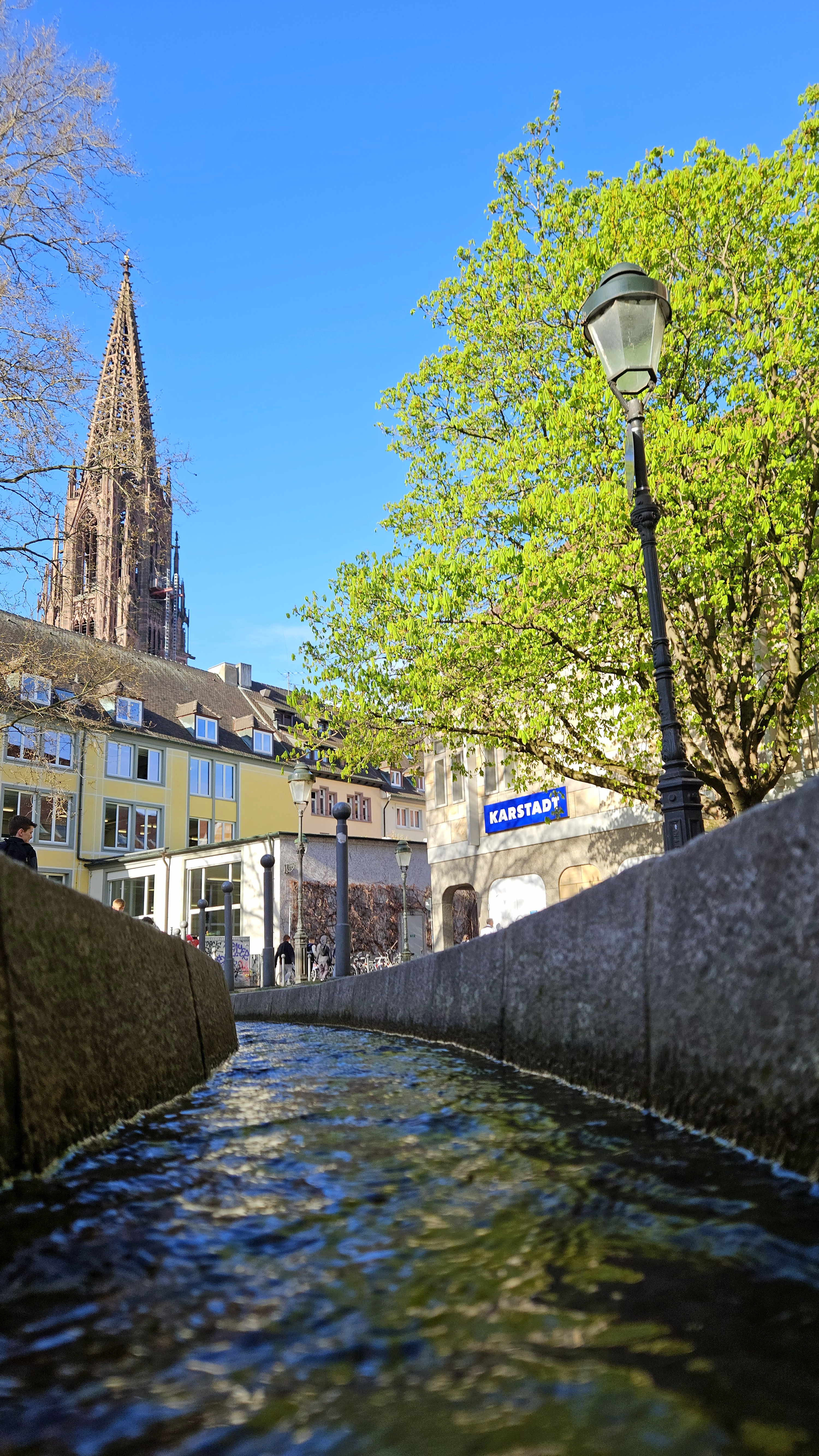
un bächle.
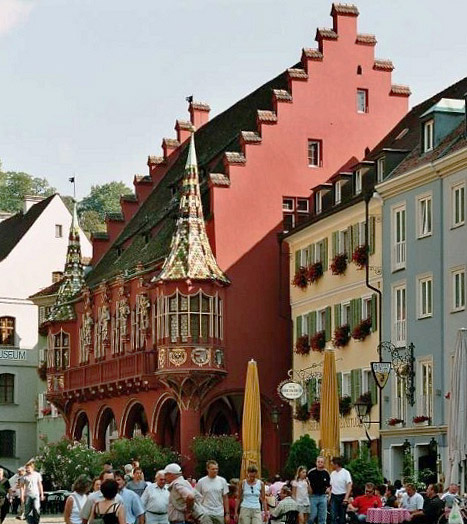
La place de la cathédrale et la Maison des Marchands.
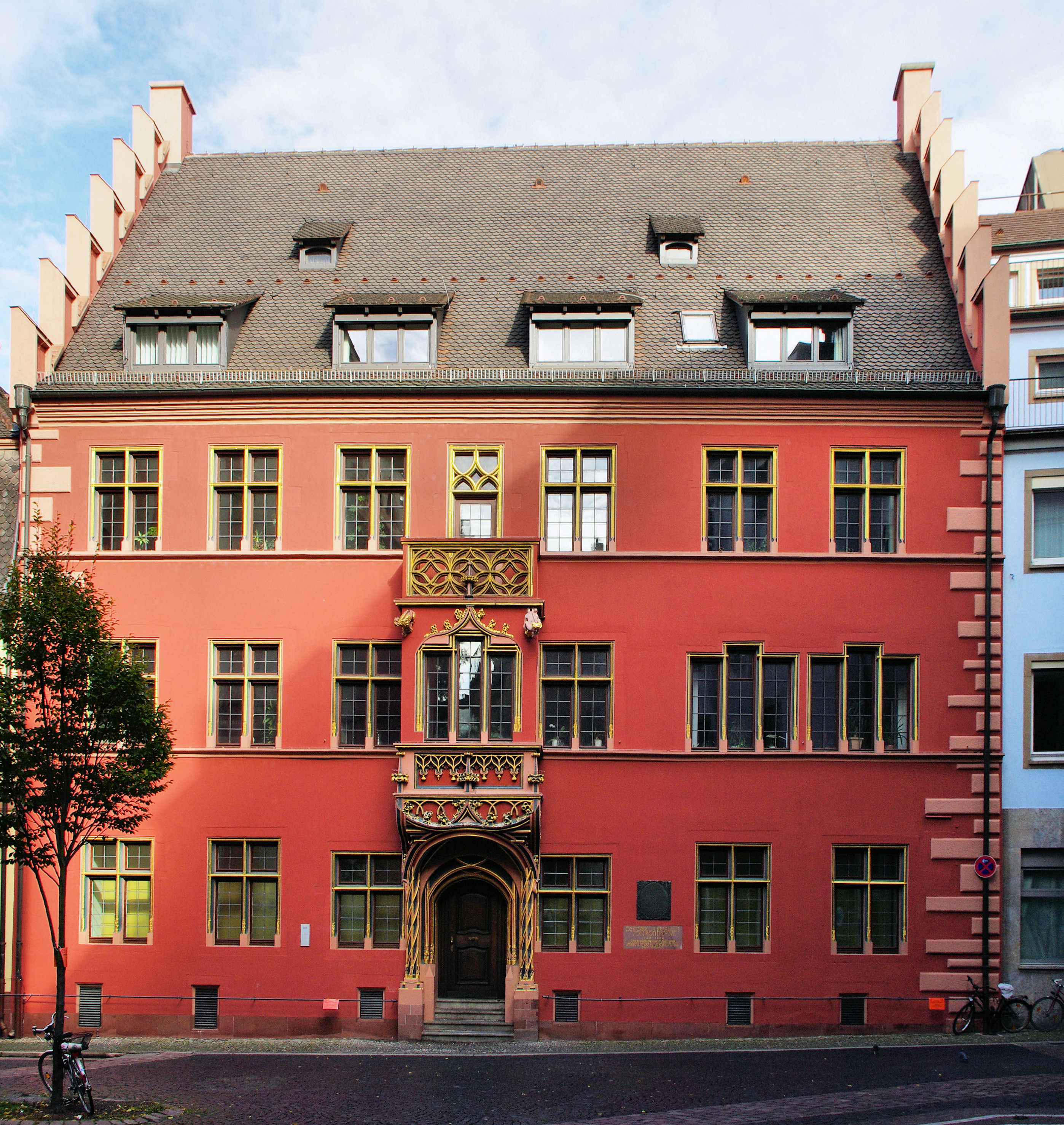
Haus zum Walfisch.
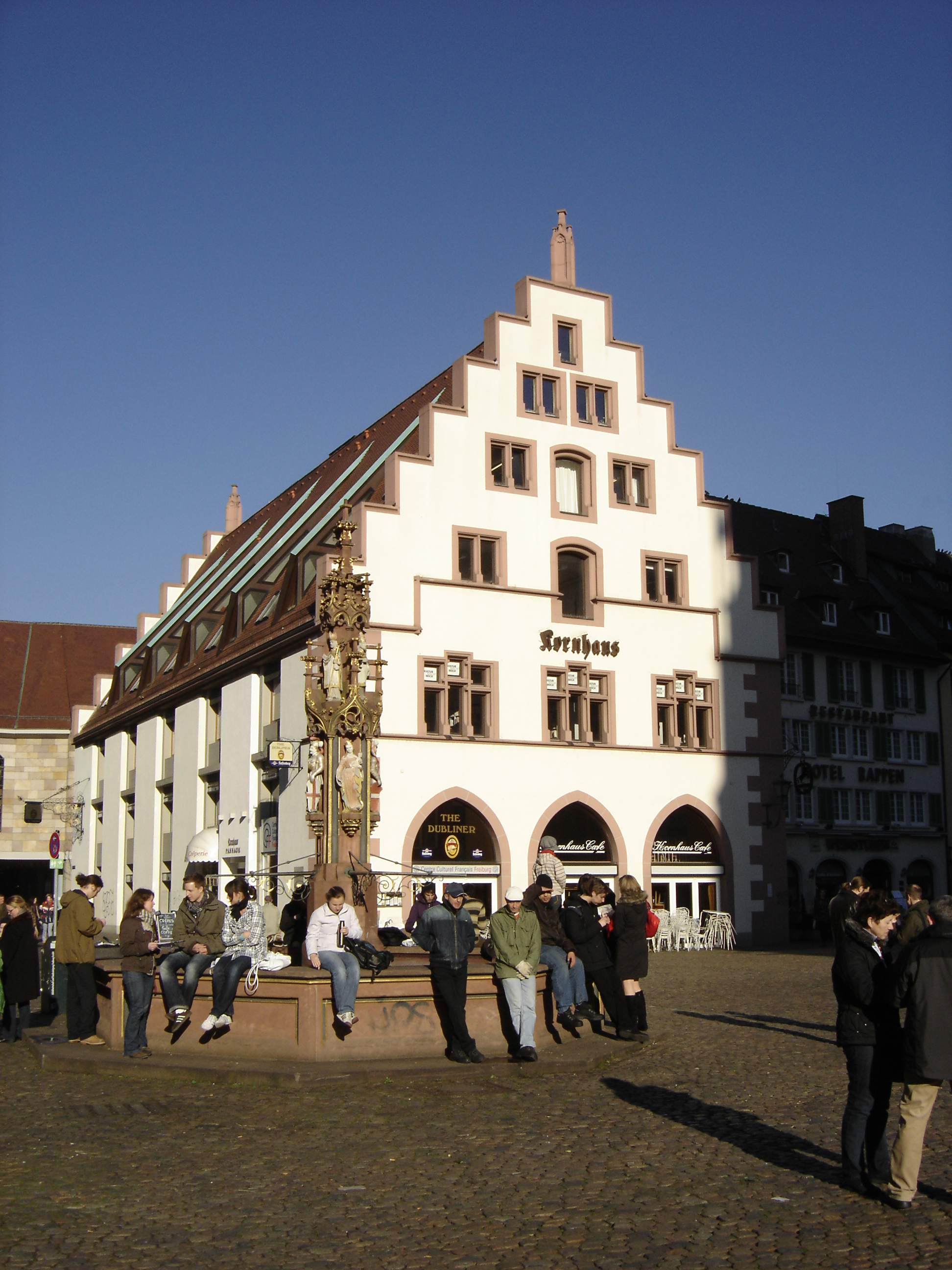
Maison à pignon.
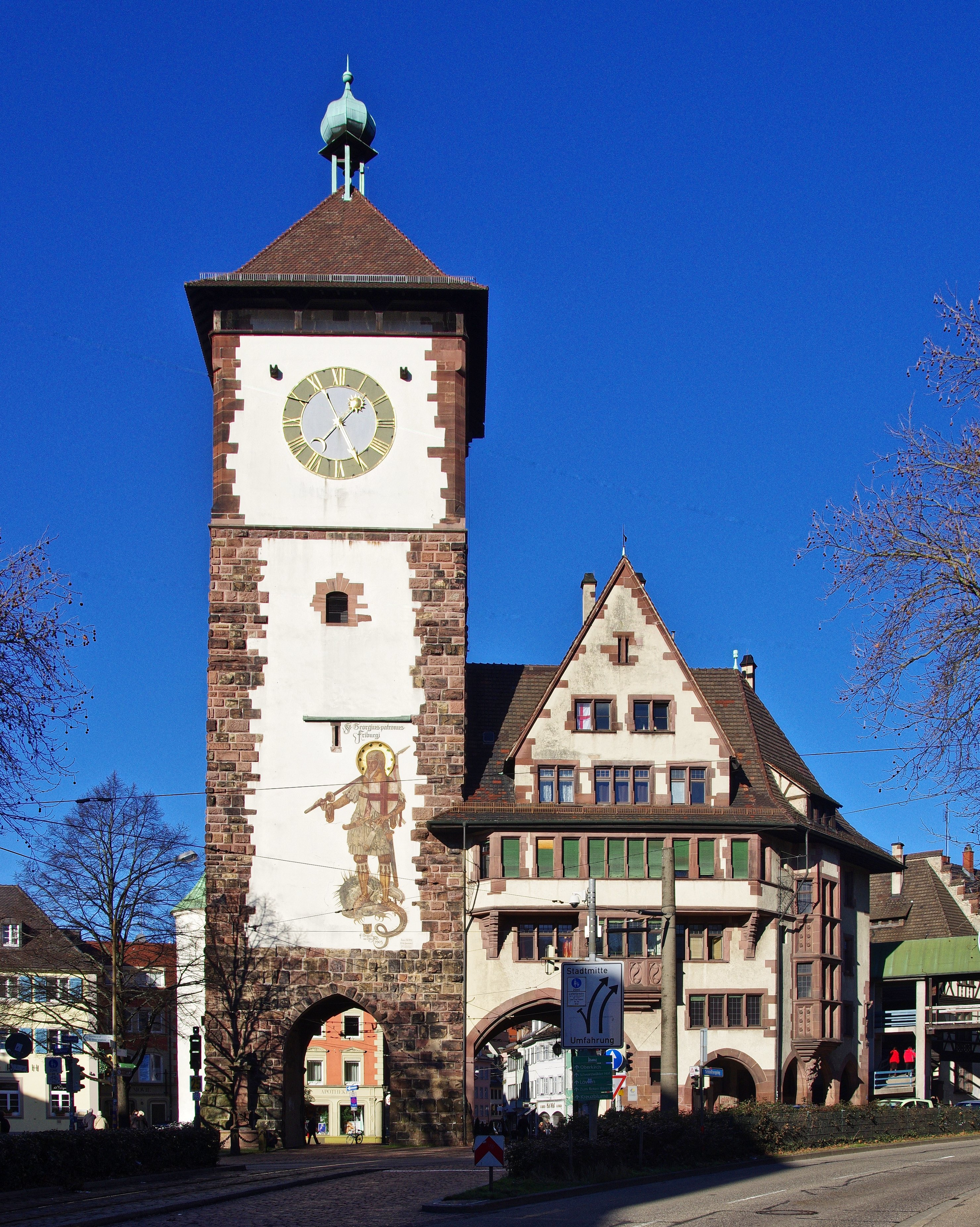
La Schwabentor.
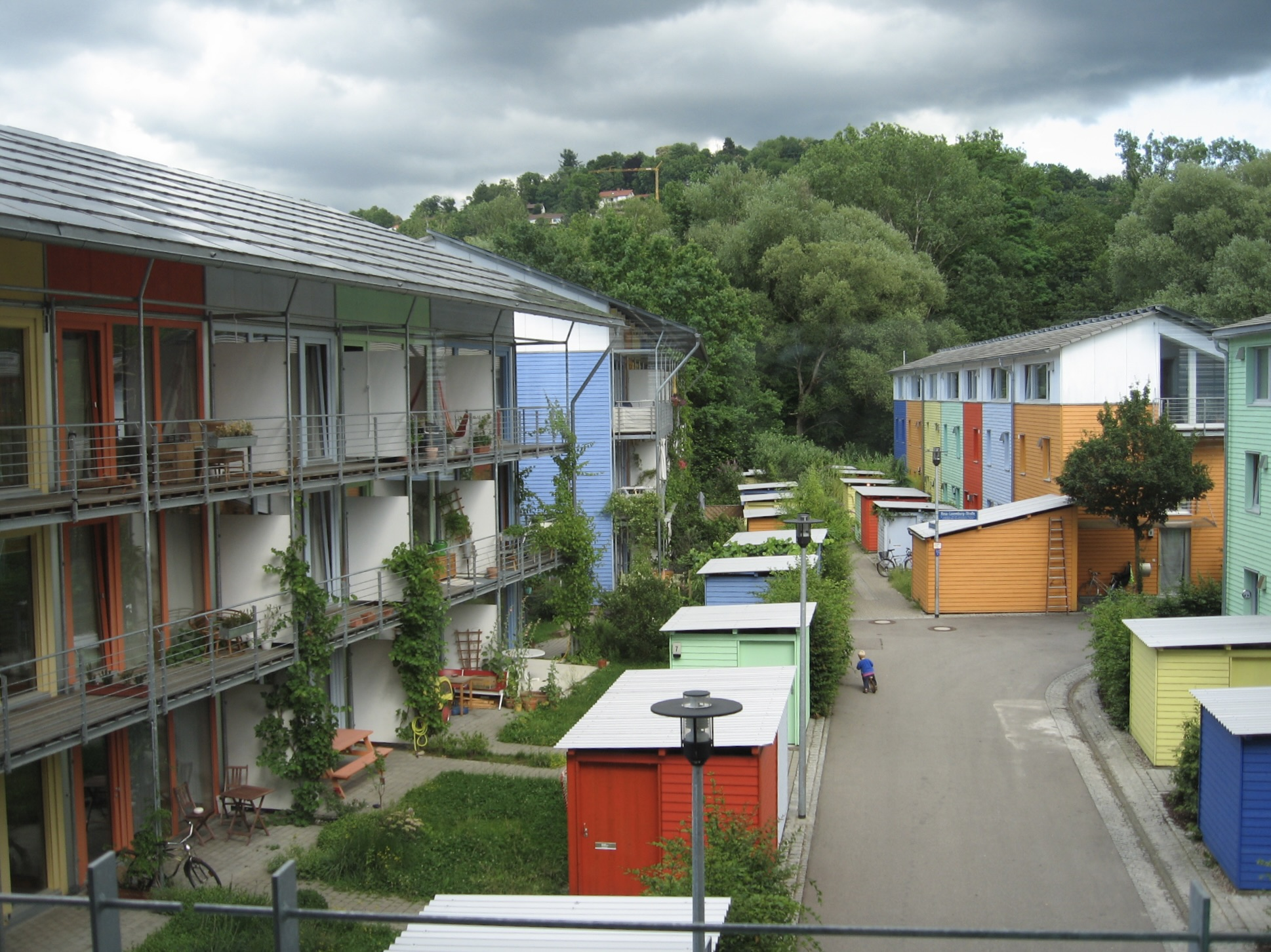
L'écoquartier Vauban.

## Jumelages

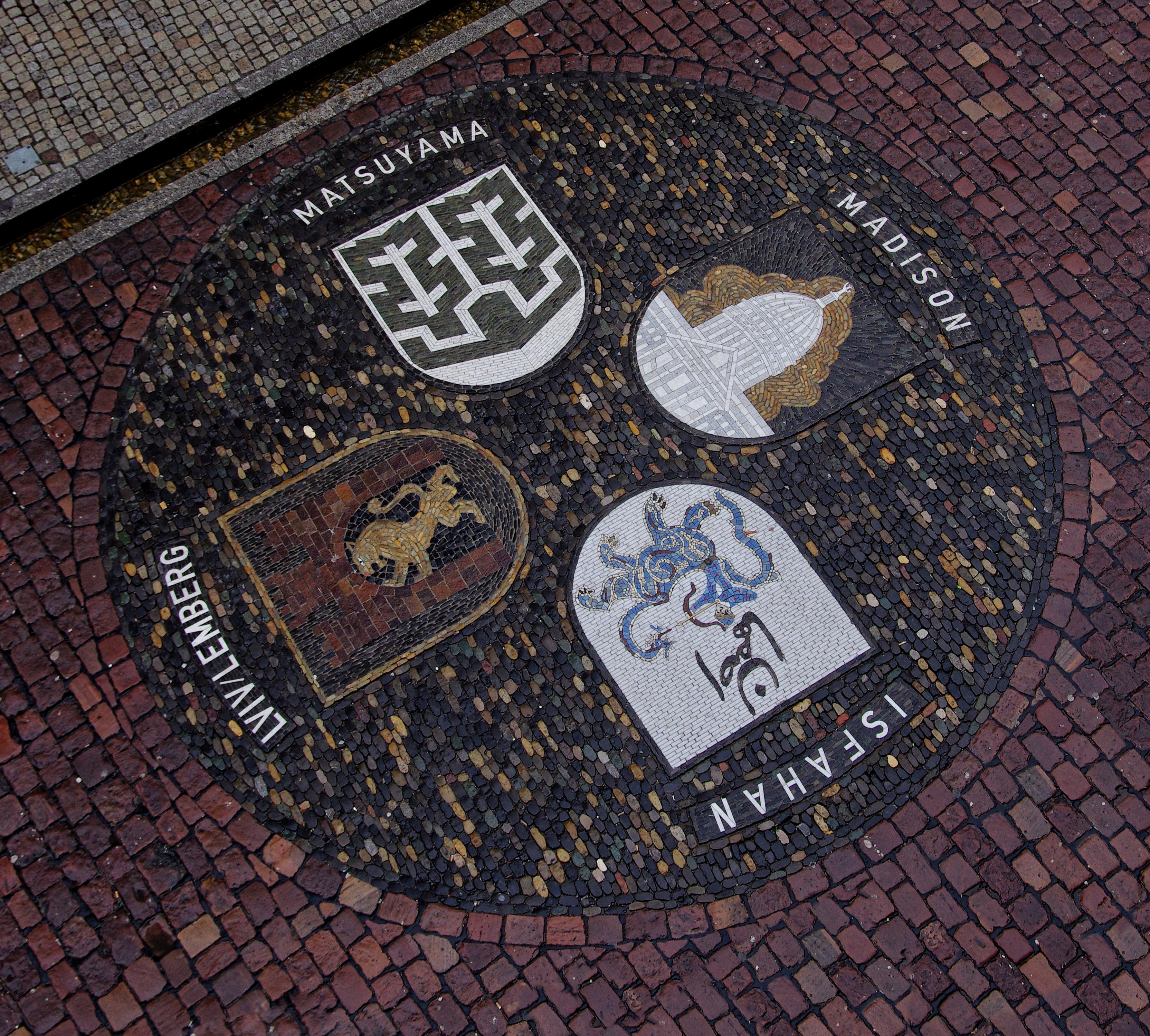
Mosaïque dans le centre de Fribourg, représentant les armes de Matsuyama, Madison, Ispahan et Lviv.

- Besançon (France) depuis 1959
- Innsbruck (Autriche) depuis 1963
- Padoue (Italie) depuis 1967
- Guildford (Royaume-Uni) depuis 1979
- Madison (États-Unis) depuis 1987
- Matsuyama (Ehime) (Japon) depuis 1988
- Lviv (Ukraine) depuis 1989
- Grenade (Espagne) depuis 1991
- Ispahan (Iran) depuis 2000
- Neuchâtel (Suisse) depuis 1998
- Suwon (Corée du Sud) depuis 2015
- Tel-Aviv (Israël) depuis 2015
- Wiwilí de Jinotega (Nicaragua) depuis 2015

## Personnalités
- Martin Carlin (1730-1785), ébéniste français d'origine allemande, né à Fribourg.
- Ida Maier-Müller (1821-1904), artiste-peintre installée à Fribourg ; son autoportrait se trouve au musée des Augustins.
- Hermann Emminghaus (1845-1904), psychiatre, mort à Fribourg.
- Herman Schell (1850-1906), théologien et philosophe catholique, y est né.
- Constantin Fehrenbach (1852-1926), chancelier du Reich en 1920-1921, y est mort et enterré.
- Edmund Husserl (1859-1938), philosophe et fondateur de la phénoménologie, y est mort.
- Louis de Bade (1865-1888), second fils du grand-duc Frédéric Ier y demeurait et y est mort.
- Joseph Asal (1875-1950), peintre qui a décoré les églises Saint-Jean et du Sacré-Cœur de Fribourg et de nombreuses églises en Alsace, y est né.
- Níkos Kazantzákis (1883-1957), écrivain grec (crétois), poète, dramaturge, romancier et philosophe, y est mort.
- Franz Rosenzweig (1886-1929), philosophe et théologien juif, y a vécu.
- Martin Heidegger (1889-1976), philosophe, occupa la chaire de philosophie de 1929 à 1959.
- Engelbert Zaschka (1895-1955), pionnier de l'aéronautique, y est né.
- Friedrich Hayek (1899-1992), prix Nobel d'économie, y est mort.
- Karl Rahner (1904-1984), théologien et philosophe catholique jésuite, y est né.
- Paul Pietsch (1911-2012), pilote de Formule 1, y est né.
- L'actrice Sonja Sutter (1931-2017) y passa sa jeunesse.
- Gerhard Heinzmann (né en 1950), philosophe allemand spécialiste d'Emmanuel Kant et de Martin Heidegger.
- Peter Hilse (né en 1962), coureur cycliste professionnel de 1985 à 1992 et champion d'Allemagne sur route en 1987, y est né.
- Katja Werthmann (né en 1965), professeur ethnologue allemande à l'Université de Leipzig.
- Mirco Schultis (né en 1965), pilote automobile, y est né.
- Thierry Dugeon (né en 1965), journaliste français, y est né.
- Michael Rich (né en 1969), coureur cycliste, champion olympique.
- Christian Meyer (né en 1969), coureur cycliste, champion olympique.
- Dirk Baldinger (né en 1971), coureur cycliste allemand, professionnel de 1995 à 2001.
- Andrea Geyer (née en 1971), artiste installée à New York.
- Sylvie Nantcha (née en 1974), femme politicienne allemande.
- Cornelius Nyungura dit Corneille (né en 1977), chanteur français d'origine rwandaise, y est né.
- Dany Heatley (né en 1981), joueur de hockey sur glace germano-canadien, y est né.
- Katharina Schulze (née en 1985), femme politique allemande, y est née.
- Matthias Ginter (né en 1994), footballeur allemand, y est né et y a grandi.
- Zweierpasch (fondé en 2012), groupe de musique, lauréat du Prix de Gaulle-Adenauer 2018.

## Littérature
Victor Hugo l'évoque dans ses lettres fictives de récit de voyage, nommées Le Rhin (1842).

## Télévision
L’Émetteur de Fribourg-en-Brisgau émettait des chaînes de télévision allemandes, que l'Alsace pouvait recevoir.
Les chaînes que l'Alsace pouvait recevoir sont Das Erste, ZDF et SWR Fernsehen BW (Bade-Wurtemberg).
Lors du passage des chaînes allemandes à la norme DVB-T2 sur la TNT, l'Alsace s'est vue supprimer la réception de ces chaînes, y compris celle des chaînes KiKA (canal partagé avec ZDFneo), ZDFinfo, WDR Fernsehen, One, Arte, 3sat, hr-fernsehen, EinsPlus (disparue le 30 septembre 2016) et Phoenix.

## Sport
Le SC Fribourg (en allemand : Sport-Club Freiburg e.V.) est le club de football de Fribourg-en-Brisgau. Il évolue en Bundesliga.